# Olympische Sommerspiele 2016/Leichtathletik – Dreisprung (Männer)
Der Dreisprung der Männer bei den Olympischen Spielen 2016 in Rio de Janeiro wurde am 15. und 16. August 2016 im Estádio Olímpico João Havelange ausgetragen. 47 Athleten nahmen teil.
Olympiasieger wurde der US-Amerikaner Christian Taylor, der vor seinem Landsmann Will Claye gewann. Bronze errang der Chinese Dong Bin.
Für Deutschland ging Max Heß an den Start, der in der Qualifikation ausschied.

Athleten aus der Schweiz, Österreich und Liechtenstein nahmen nicht teil.

## Aktuelle Titelträger
| Olympiasieger                         | Christian Taylor ( USA)       | 17,81 m | London 2012    |
| Weltmeister                           | Christian Taylor ( USA)       | 18,21 m | Peking 2015    |
| Europameister                         | Max Heß ( Deutschland)        | 17,20 m | Amsterdam 2016 |
| Nord-/Zentralamerika-/Karibik-Meister | Yordanys Durañona ( Dominica) | 16,98 m | San José 2015  |
| Südamerika-Meister                    | Jhon Murillo ( Kolumbien)     | 16,55 m | Lima 2015      |
| Asienmeister                          | Kim Deok-hyeon ( Südkorea)    | 16,86 m | Wuhan 2015     |
| Afrikameister                         | Tosin Oke ( Nigeria)          | 17,13 m | Durban 2016    |
| Ozeanienmeister                       | Tim McGuire ( Australien)     | 14,97 m | Cairns 2015    |

## Rekorde

### Bestehende Rekorde
| Weltrekord         | Jonathan Edwards ( Großbritannien) | 18,29 m | Göteborg, Schweden     | 7. August 1995 |
| Olympischer Rekord | Kenny Harrison ( USA)              | 18,09 m | Finale OS Atlanta, USA | 27. Juli 1996  |

Der bestehende olympische Rekord wurde bei diesen Spielen nicht erreicht. Mit seinem weitesten Sprung auf 17,86 m im sechsten Durchgang des Finales bei einem Rückenwind von 0,7 m/s verfehlte der US-amerikanische Olympiasieger Christian Taylor diesen Rekord um 23 Zentimeter. Zum Weltrekord fehlten ihm 43 Zentimeter.

### Rekordverbesserung
Es wurde ein neuer Landesrekord aufgestellt:

17,09 m – Jhon Murillo (Kolumbien), zweiter Durchgang des Finals am 16. August bei Windstille

## Legende
Kurze Übersicht zur Bedeutung der Symbolik – so üblicherweise auch in sonstigen Veröffentlichungen verwendet:
| – | verzichtet                            |
| x | ungültig                              |
| r | Wettkampf nicht fortgesetzt (retired) |

Anmerkungen:
- Alle Zeitangaben sind auf die Ortszeit Rio (UTC-3) bezogen.
- Alle Weiten sind in Metern (m) angegeben.

## Qualifikation
15. August 2016, 9:30 Uhr
Die Qualifikation wurde in zwei Gruppen durchgeführt. Fünf Springer übertrafen die Qualifikationsweite von 16,95 m. Damit war die Mindestanzahl von zwölf Finalteilnehmern nicht erreicht. So wurde das Finalfeld mit sieben weiteren Wettbewerbern aus beiden Gruppen (hellgrün unterlegt) nach den nächstbesten Weiten aufgefüllt. Für die Teilnahme am Finale waren schließlich 16,61 m notwendig.

### Gruppe A
| Platz | Name                 | Nation                       | 1. Versuch Wind (m/s) | 2. Versuch Wind (m/s) | 3. Versuch Wind (m/s) | Resultat |
| 1     | Dong Bin             | Volksrepublik China          | 17,10 / −0,1          | –                     | –                     | 17,10    |
| 2     | Will Claye           | USA                          | 16,43 / −0,3          | 16,76 / +0,6          | 17,05 / +0,4          | 17,05    |
| 3     | Cao Shuo             | Volksrepublik China          | 16,97 / +0,3          | –                     | –                     | 16,97    |
| 4     | Troy Doris           | Guyana                       | 16,54 / −0,6          | 16,58 / +0,4          | 16,81 / +0,5          | 16,81    |
| 5     | Benjamin Compaoré    | Frankreich                   | 16,34 / +0,6          | 16,57 / +0,6          | 16,72 / ±0,0          | 16,72    |
| 6     | Alberto Álvarez      | Mexiko                       | 16,50 / +0,6          | 16,67 / +0,5          | 16,60 / +0,1          | 16,67    |
| 7     | Ernesto Revé         | Kuba                         | 16,13 / +0,1          | 16,16 / +0,4          | 16,58 / ±0,0          | 16,58    |
| 8     | Max Heß              | Deutschland                  | 13,88 / −0,4          | x                     | 16,56 / +0,3          | 16,56    |
| 9     | Fabrizio Donato      | Italien                      | 16,54 / +0,4          | x                     | x                     | 16,54    |
| 10    | Leevan Sands         | Bahamas                      | 16,47 / +0,7          | x                     | 16,53 / +0,2          | 16,53    |
| 11    | Maksim Neszjarenka   | Belarus                      | 16,12 / +0,6          | 16,39 / +0,5          | 16,52 / +0,1          | 16,52    |
| 12    | Fabian Florant       | Niederlande                  | 16,51 / +0,5          | x                     | x                     | 16,51    |
| 13    | Nazim Babayev        | Aserbaidschan                | x                     | 16,38 / +0,2          | 15,60 / +0,2          | 16,38    |
| 14    | Rumen Dimitrow       | Bulgarien                    | 16,23 / +0,4          | x                     | 16,36 / +0,2          | 16,36    |
| 15    | Daigo Hasegawa       | Japan                        | 16,17 / +0,3          | 15,93 / +0,6          | x                     | 16,17    |
| 16    | Olu Olamigoke        | Nigeria                      | 16,10 / +0,3          | 15,95 / +0,3          | 15,64 / ±0,0          | 16,10    |
| 17    | Clive Pullen         | Jamaika                      | x                     | x                     | 16,08 / −0,1          | 16,08    |
| 18    | Lewon Aghasjan       | Armenien                     | x                     | 15,54 / +0,5          | x                     | 15,54    |
| NM    | Yordanys Durañona    | Dominica                     | x                     | r                     |                       | ogV      |
| NM    | Muhammad Halim       | Amerikanische Jungferninseln | x                     | x                     | x                     | ogV      |
| NM    | Marian Oprea         | Rumänien                     | x                     | x                     | x                     | ogV      |
| NM    | Lascha Torgwaidse    | Georgien                     | x                     | x                     | x                     | ogV      |
| NM    | Roman Walijew        | Kasachstan                   | x                     | x                     | x                     | ogV      |
| DNS   | Pedro Pablo Pichardo | Kuba                         |                       |                       |                       |          |

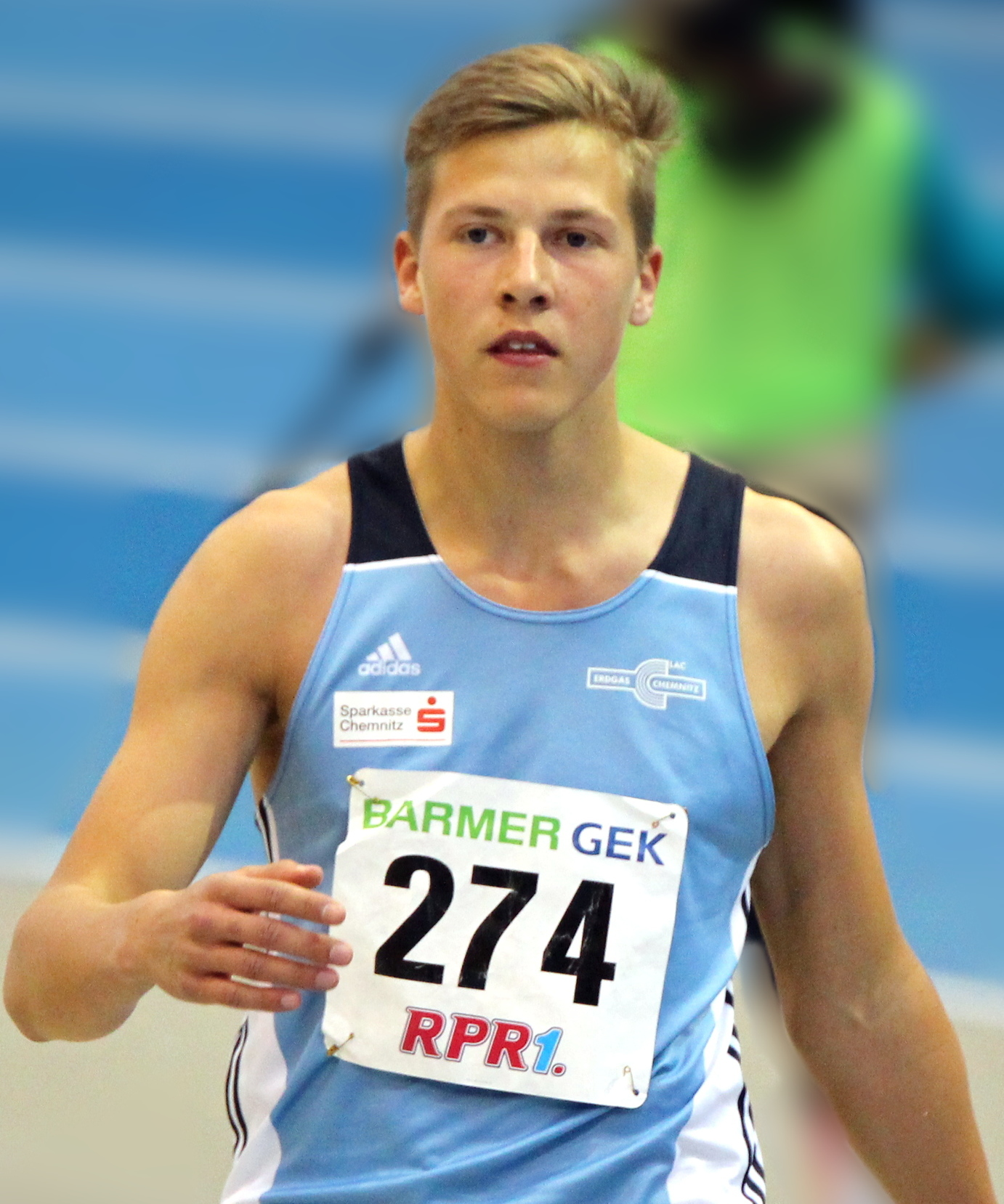
Max Heß – ausgeschieden mit 16,56 m

Weitere in Qualifikationsgruppe A ausgeschiedene Dreispringer:

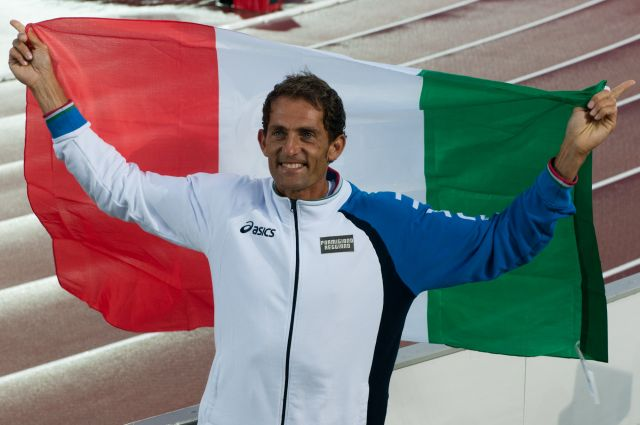
Fabrizio Donato – 16,54 m
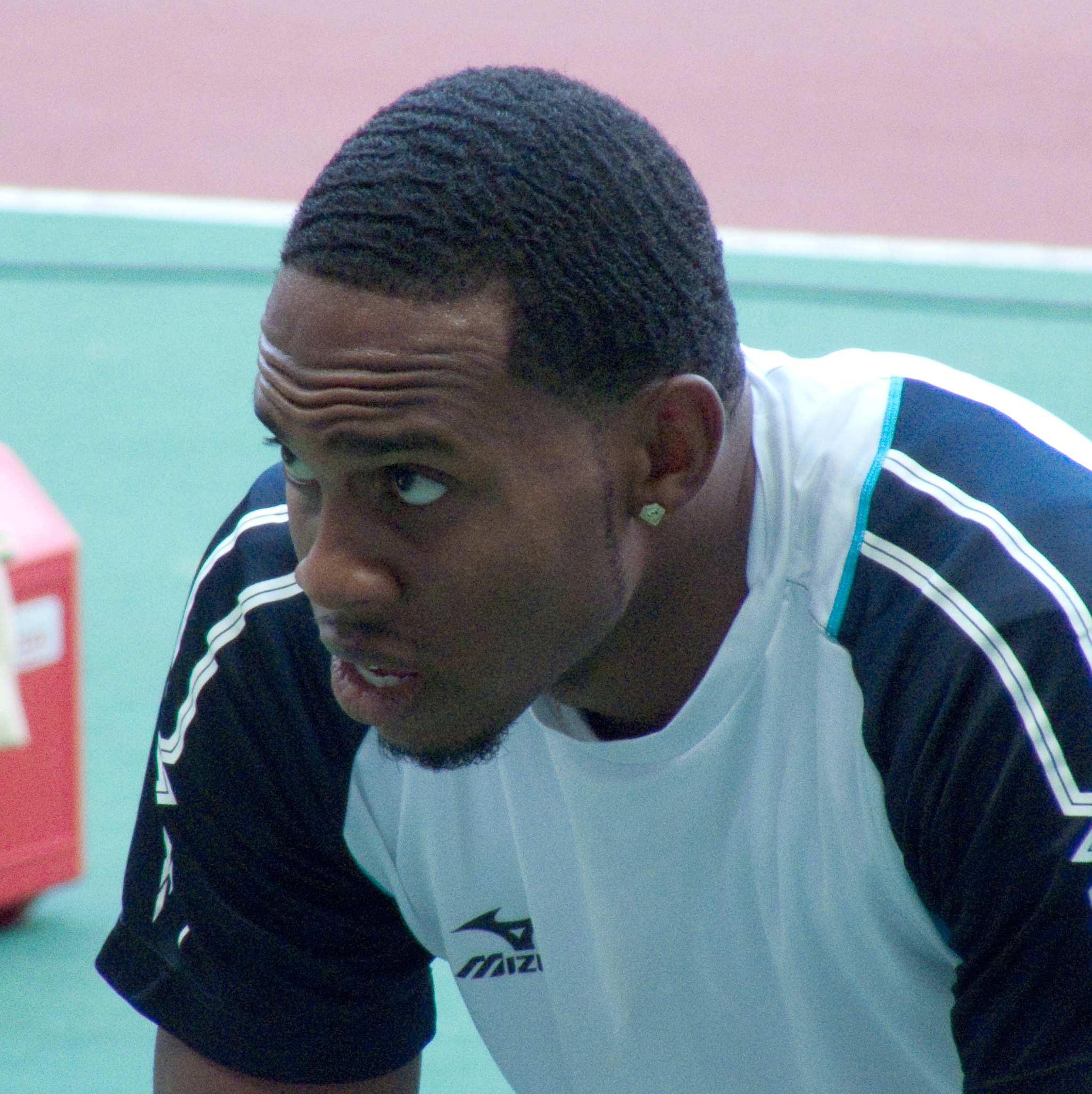
Leevan Sands – 16,53 m
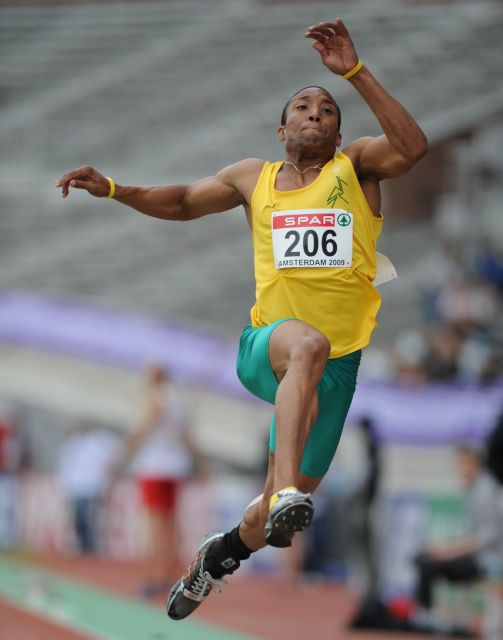
Fabian Florant – 16,51 m
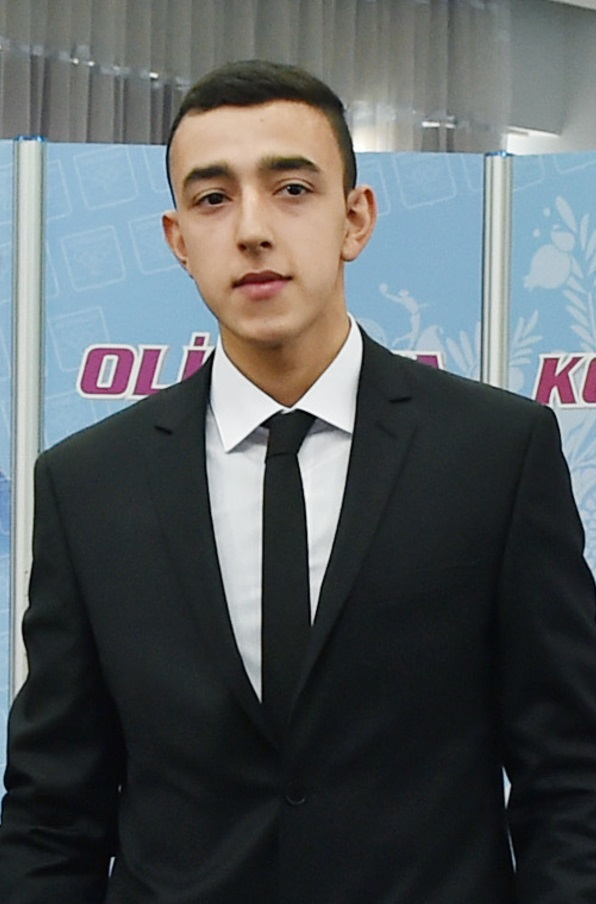
Nazim Babayev – 16,38 m

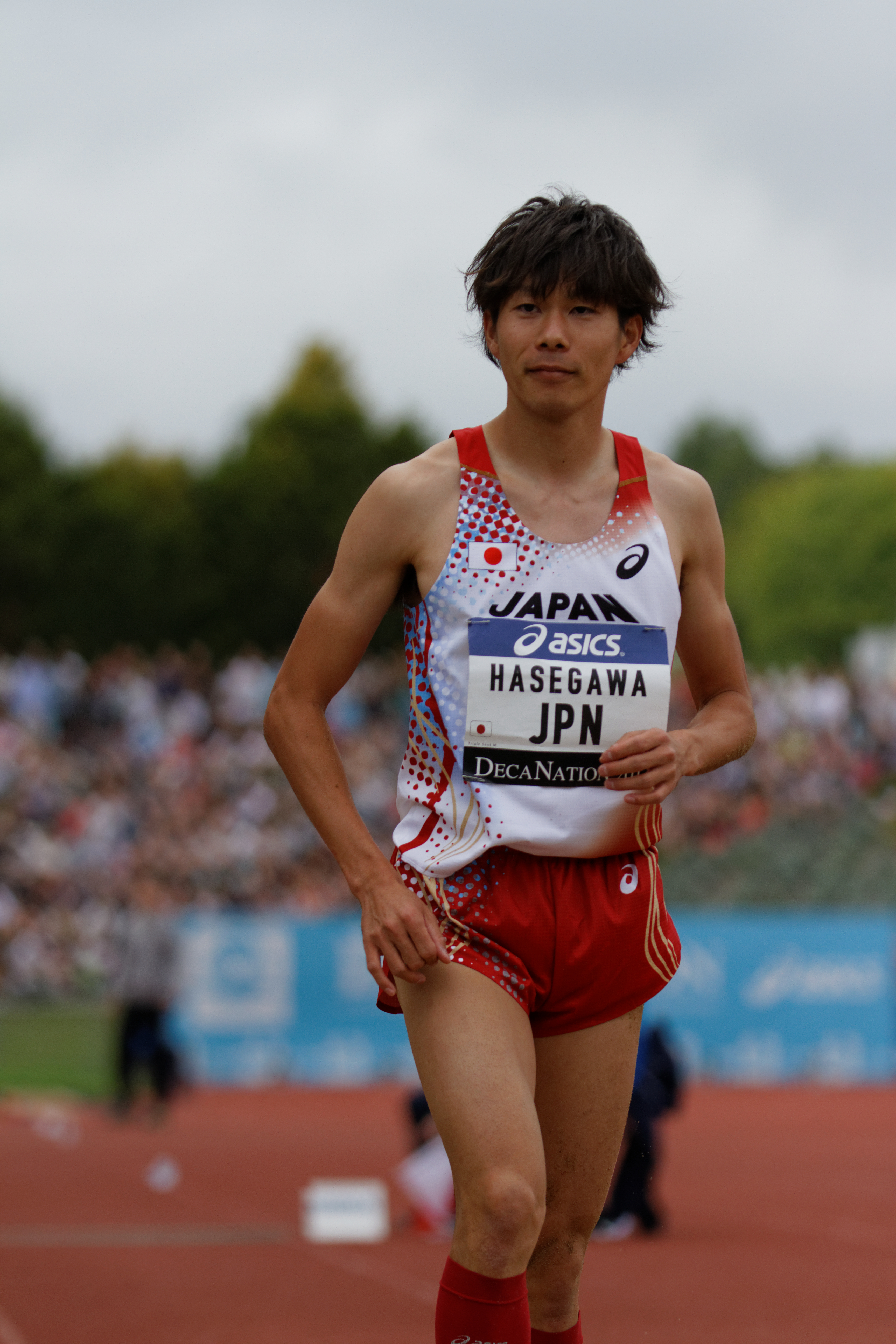
Daigo Hasegawa – 16,17 m
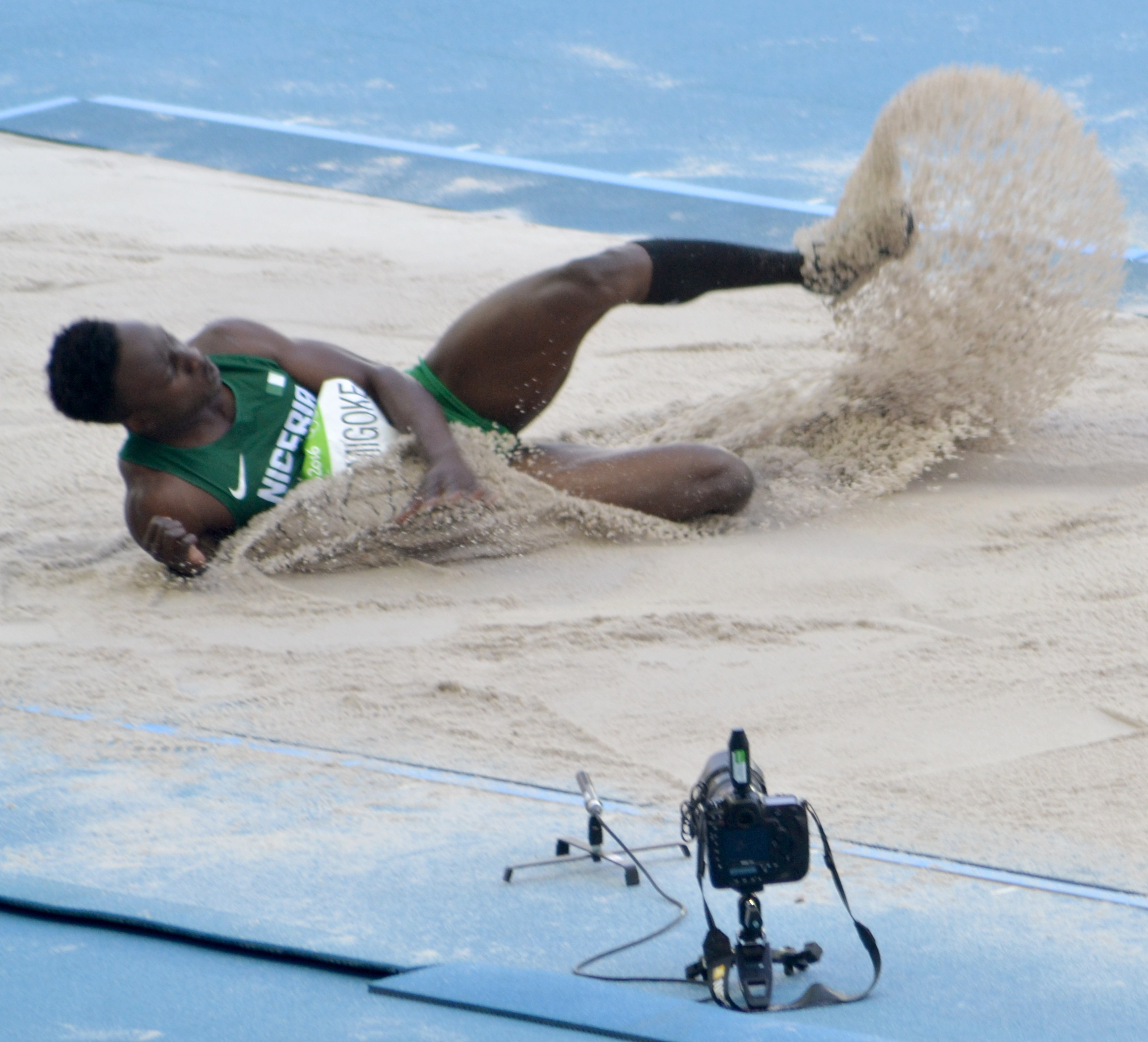
Olu Olamigoke – 16,10 m
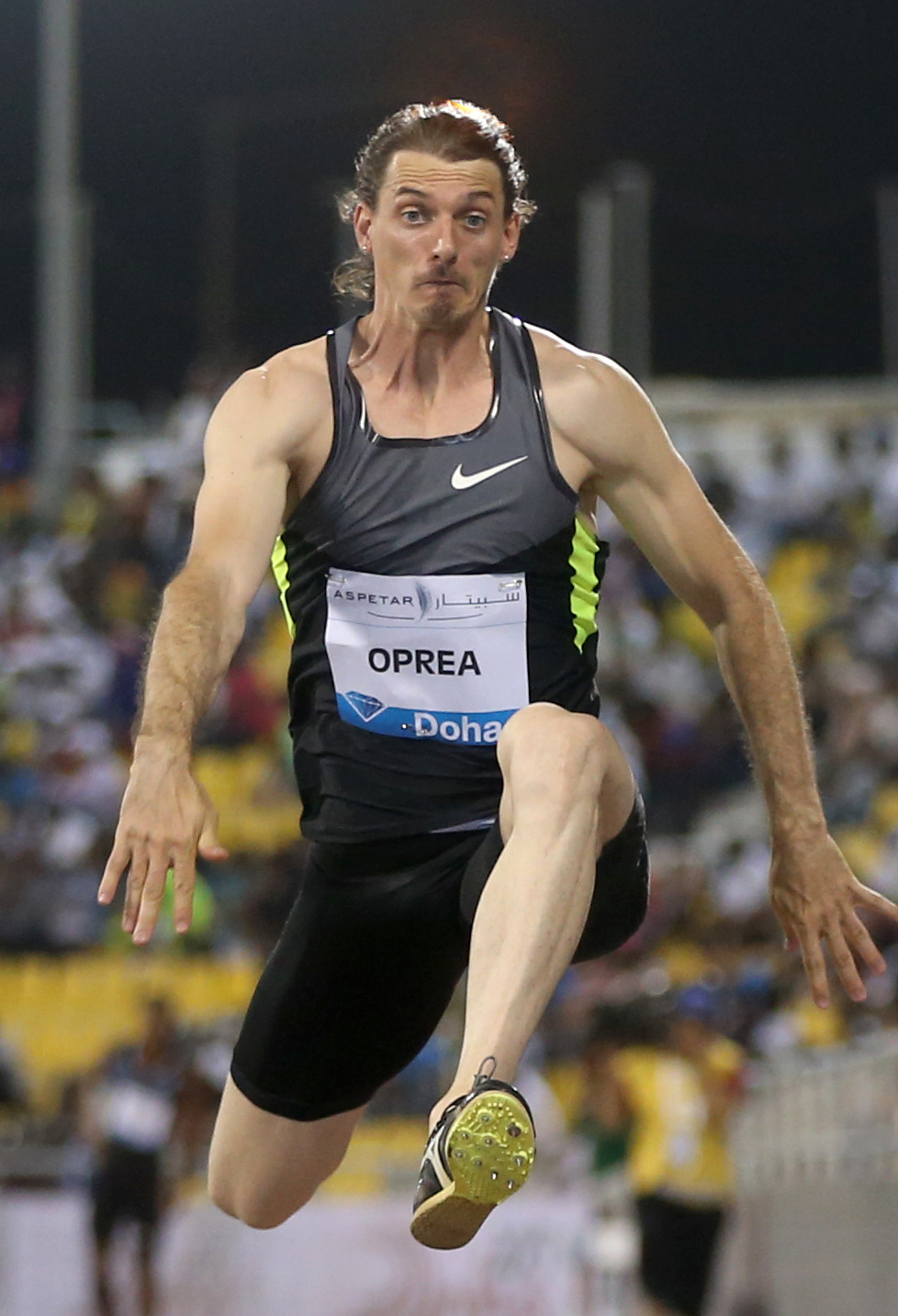
Marian Oprea – kein gültiger Sprung

### Gruppe B

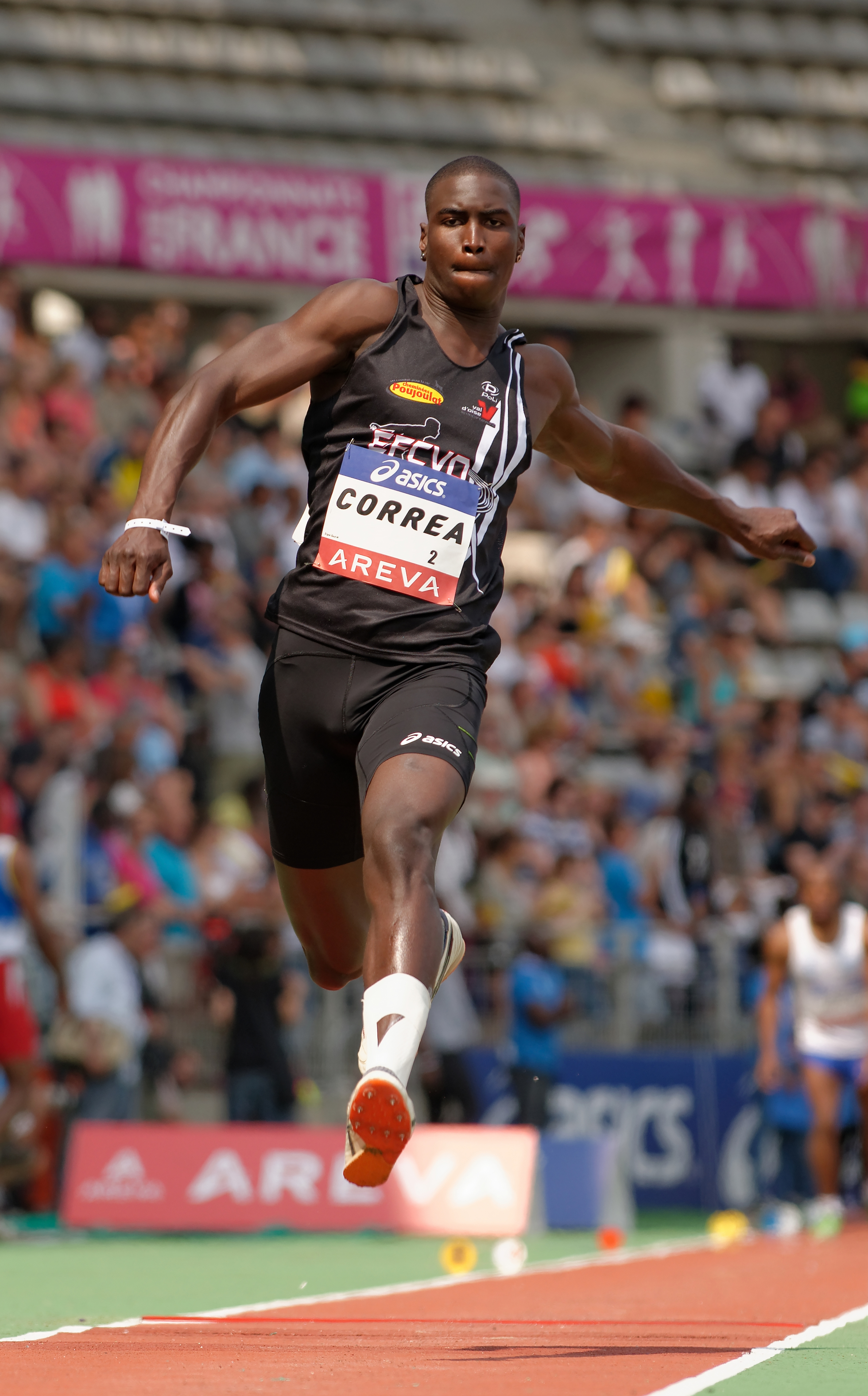
Harold Correa – ausgeschieden mit 16,60 m
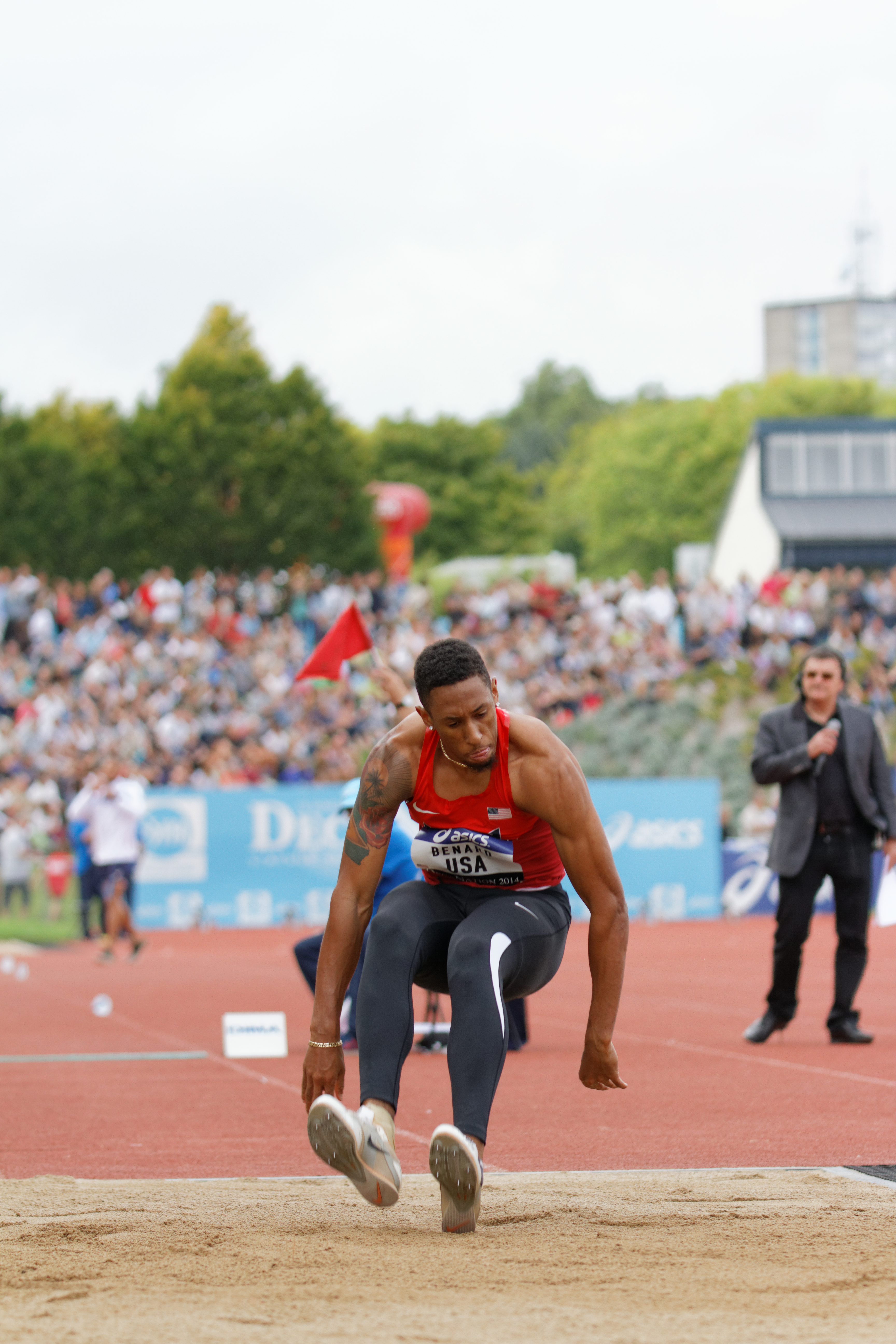
Chris Benard – ausgeschieden mit 16,55 m

| Platz | Name                   | Nation              | 1. Versuch Wind (m/s) | 2. Versuch Wind (m/s) | 3. Versuch Wind (m/s) | Resultat |
| 1     | Christian Taylor       | USA                 | 17,24 / +0,2          | –                     | –                     | 17,24    |
| 2     | Nelson Évora           | Portugal            | 16,48 / +0,2          | 16,72 / +0,2          | 16,99 / −0,3          | 16,99    |
| 3     | Karol Hoffmann         | Polen               | 16,79 / +0,2          | 16,75 / −0,1          | x                     | 16,79    |
| 4     | Jhon Murillo           | Kolumbien           | 16,78 / +0,2          | 16,58 / +0,3          | x                     | 16,78    |
| 5     | Xu Xiaolong            | Volksrepublik China | x                     | 16,35 / −+0,3         | 16,65 / ±0,0          | 16,65    |
| 6     | Lázaro Martínez        | Kuba                | 16,38 / +0,4          | x                     | 16,61 / ±0,0          | 16,61    |
| 7     | Harold Correa          | Frankreich          | 16,31 / −0,4          | 16,60 / −0,1          | 16,55 / −0,1          | 16,60    |
| 8     | Chris Benard           | USA                 | x                     | 16,44 / +0,1          | 16,55 / −0,2          | 16,55    |
| 9     | Dsmitryj Platnizki     | Belarus             | x                     | 16,48 / +0,2          | 16,52 / +0,1          | 16,52    |
| 10    | Godfrey Khotso Mokoena | Südafrika           | 15,13 / −0,6          | 16,51 / +0,2          | 16,44 / +0,1          | 16,51    |
| 11    | Tosin Oke              | Nigeria             | x                     | 16,45 / +0,1          | 16,47 / −0,2          | 16,47    |
| 12    | Mamadou Chérif Dia     | Mali                | x                     | 16,45 / +0,4          | 16,19 / +0,2          | 16,45    |
| 13    | Kim Deok-hyeon         | Südkorea            | x                     | 16,13 / +0,2          | 16,36 / ±0,0          | 16,36    |
| 14    | Jonathan Drack         | Mauritius           | x                     | x                     | 16,21 / −0,2          | 16,21    |
| 15    | Renjith Maheshwary     | Indien              | 15,80 / ±0,0          | 16,13 / +0,5          | 15,99 / ±0,0          | 16,13    |
| 16    | Pablo Torrijos         | Spanien             | 15,78 / +0,2          | 16,11 / +0,4          | 15,74 / ±0,0          | 16,11    |
| 17    | Hugues Fabrice Zango   | Burkina Faso        | 15,99 / +0,2          | x                     | x                     | 15,99    |
| 18    | Kōhei Yamashita        | Japan               | 15,71 / +0,3          | 15,46 / +0,3          | 15,66 / +0,2          | 15,71    |
| 19    | Arzjom Bandarenka      | Belarus             | 15,43 / −0,3          | x                     | x                     | 15,43    |
| 20    | Wladimir Letnikow      | Moldau              | x                     | 15,29 / +0,3          | x                     | 15,29    |
| 21    | Georgi Zonow           | Bulgarien           | x                     | x                     | 15,20 / +0,2          | 15,20    |
| NM    | Latario Collie-Minns   | Bahamas             | x                     | x                     | x                     | ogV      |
| NM    | Ruslan Qurbonov        | Usbekistan          | x                     | x                     | x                     | ogV      |
| NM    | Şeref Osmanoğlu        | Türkei              | x                     | x                     | x                     | ogV      |

Weitere in Qualifikationsgruppe B ausgeschiedene Dreispringer:

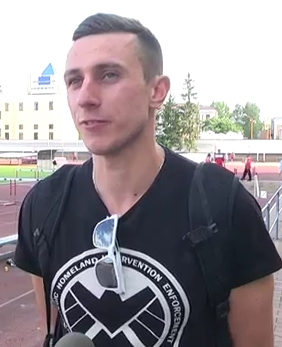
Dsmitryj Platnizki – 16,52 m
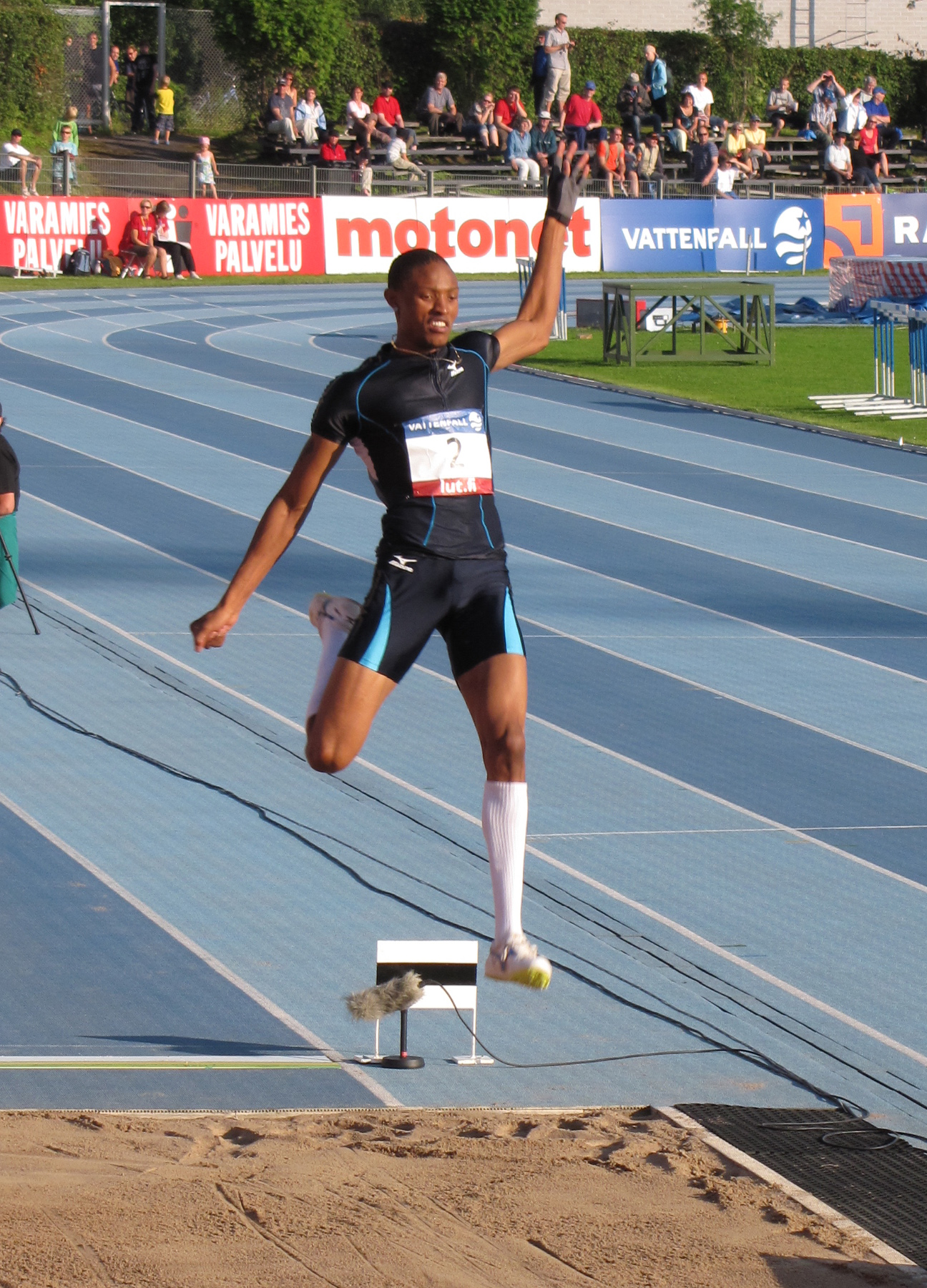
Godfrey Khotso Mokoena – 16,51 m
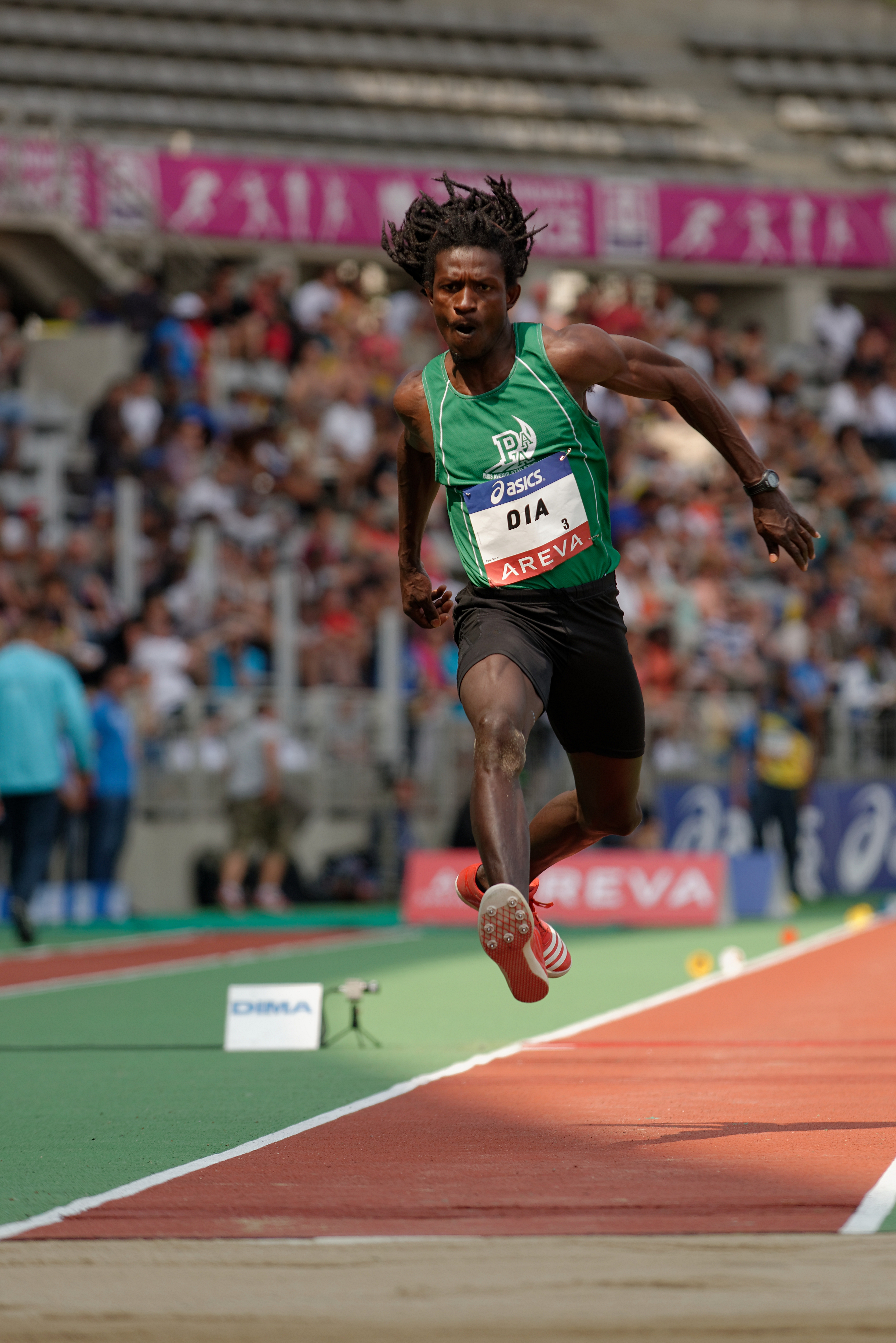
Mamadou Chérif Dia – 16,45 m
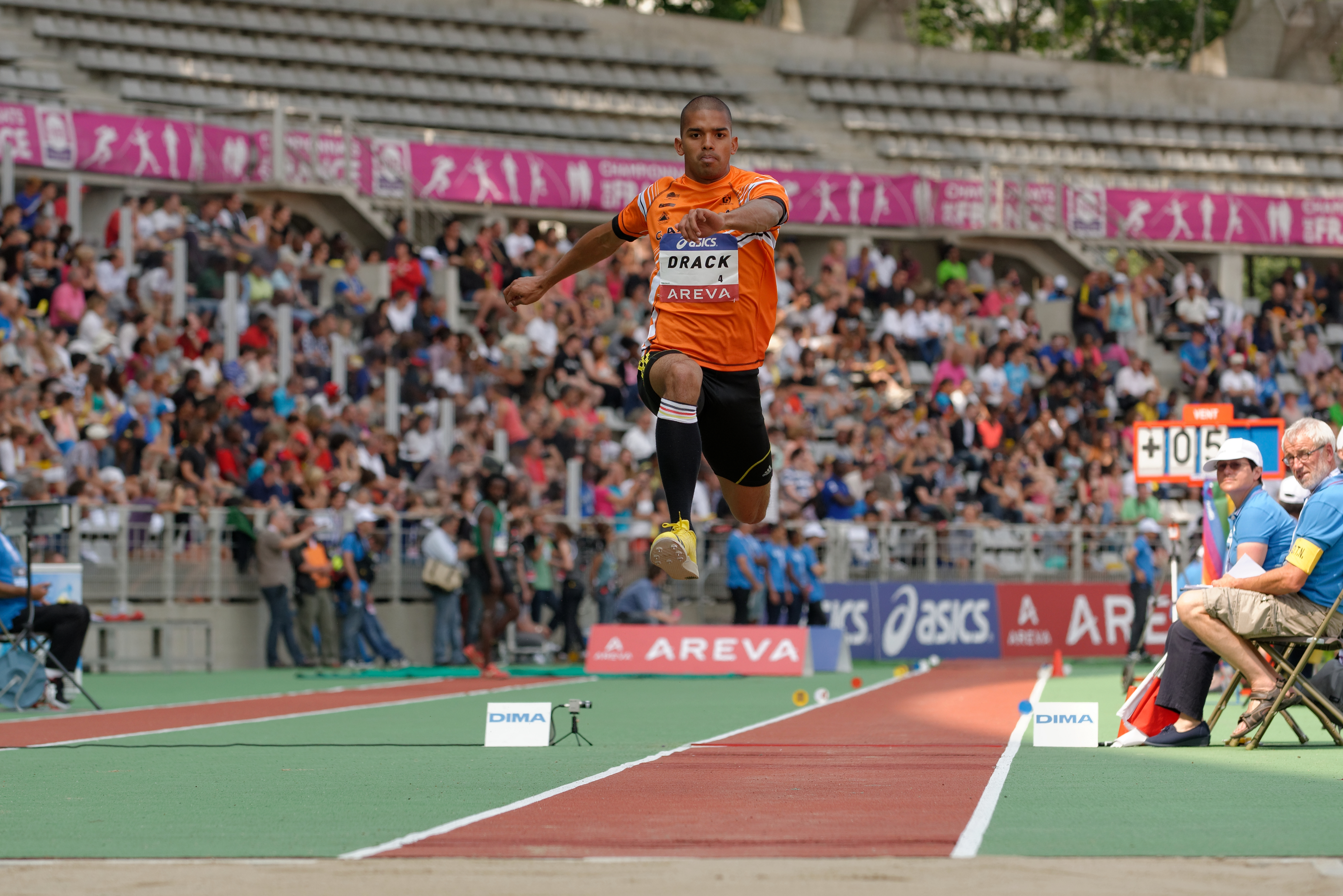
Jonathan Drack – 16,21 m
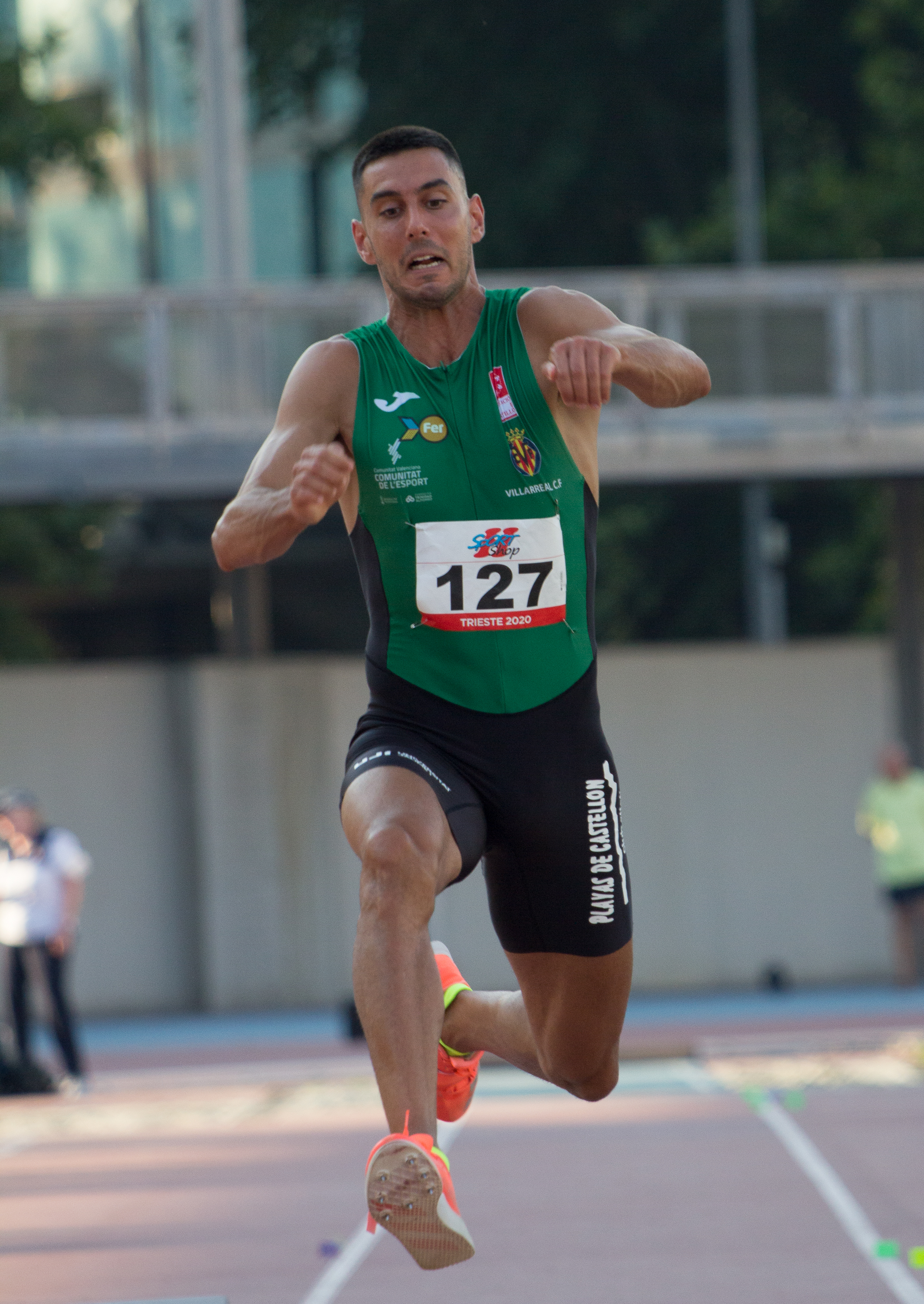
Pablo Torrijos – 16,11 m
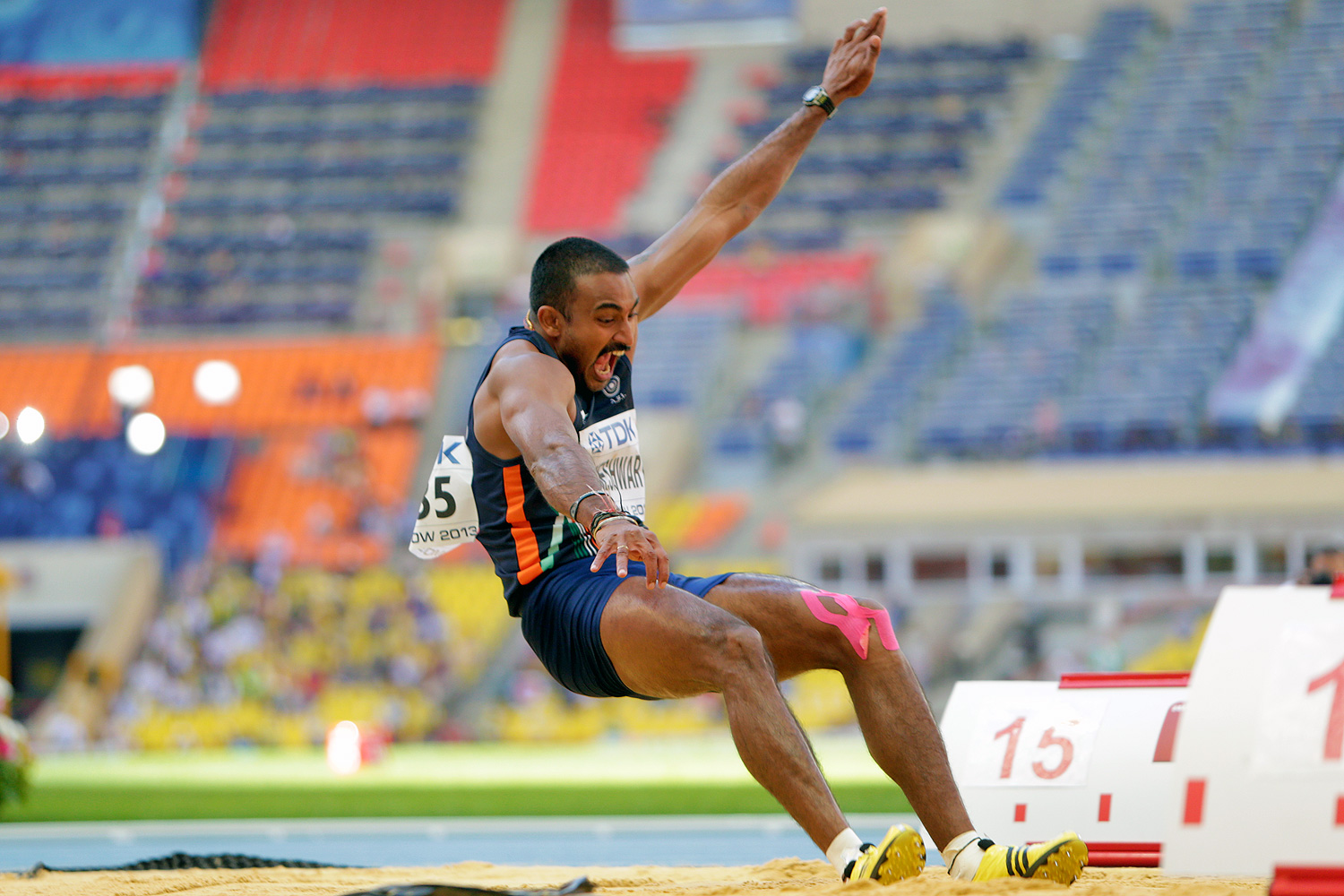
Renjith Maheshwary – 16,13 m
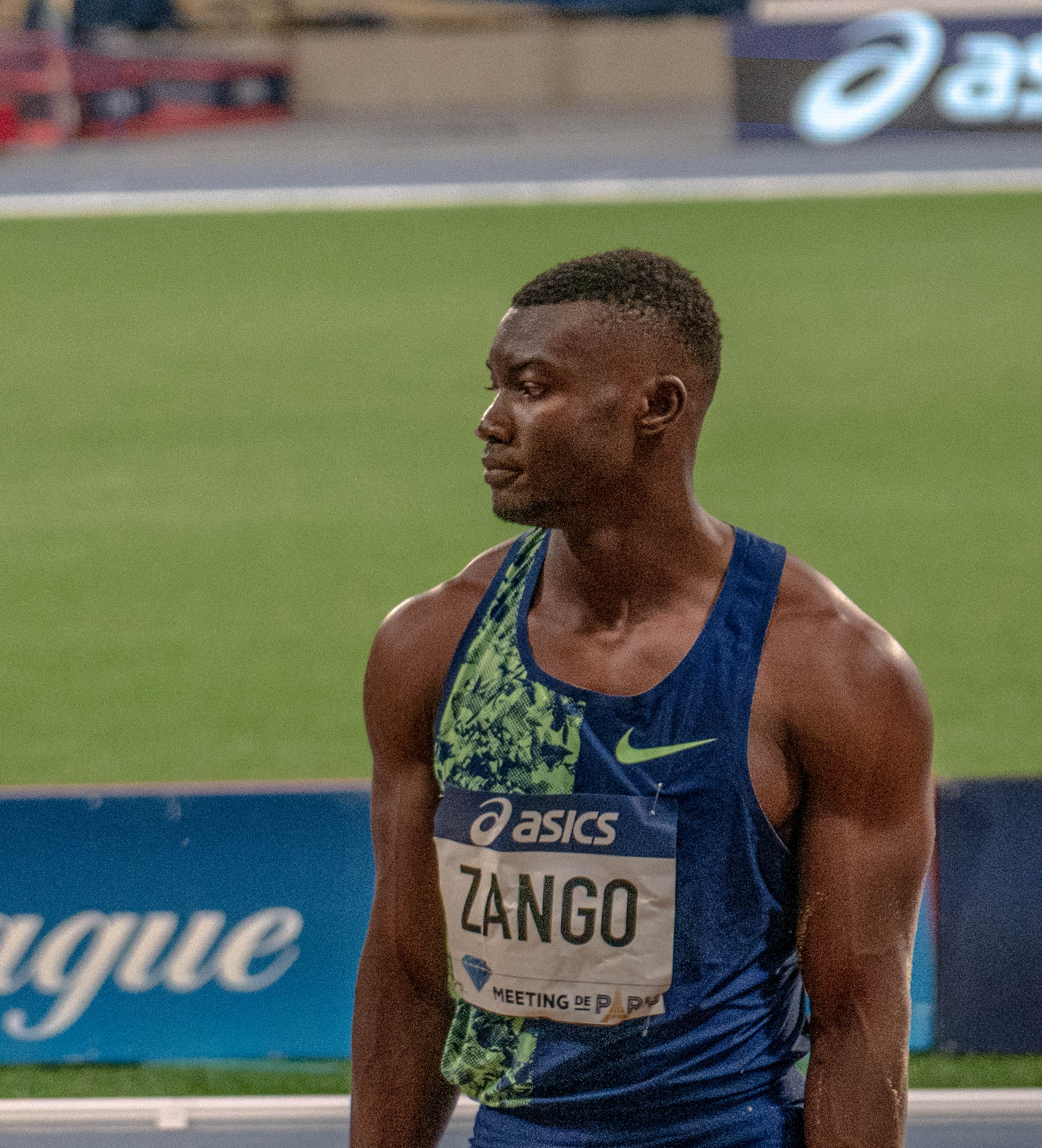
Hugues Fabrice Zango – 15,99 m
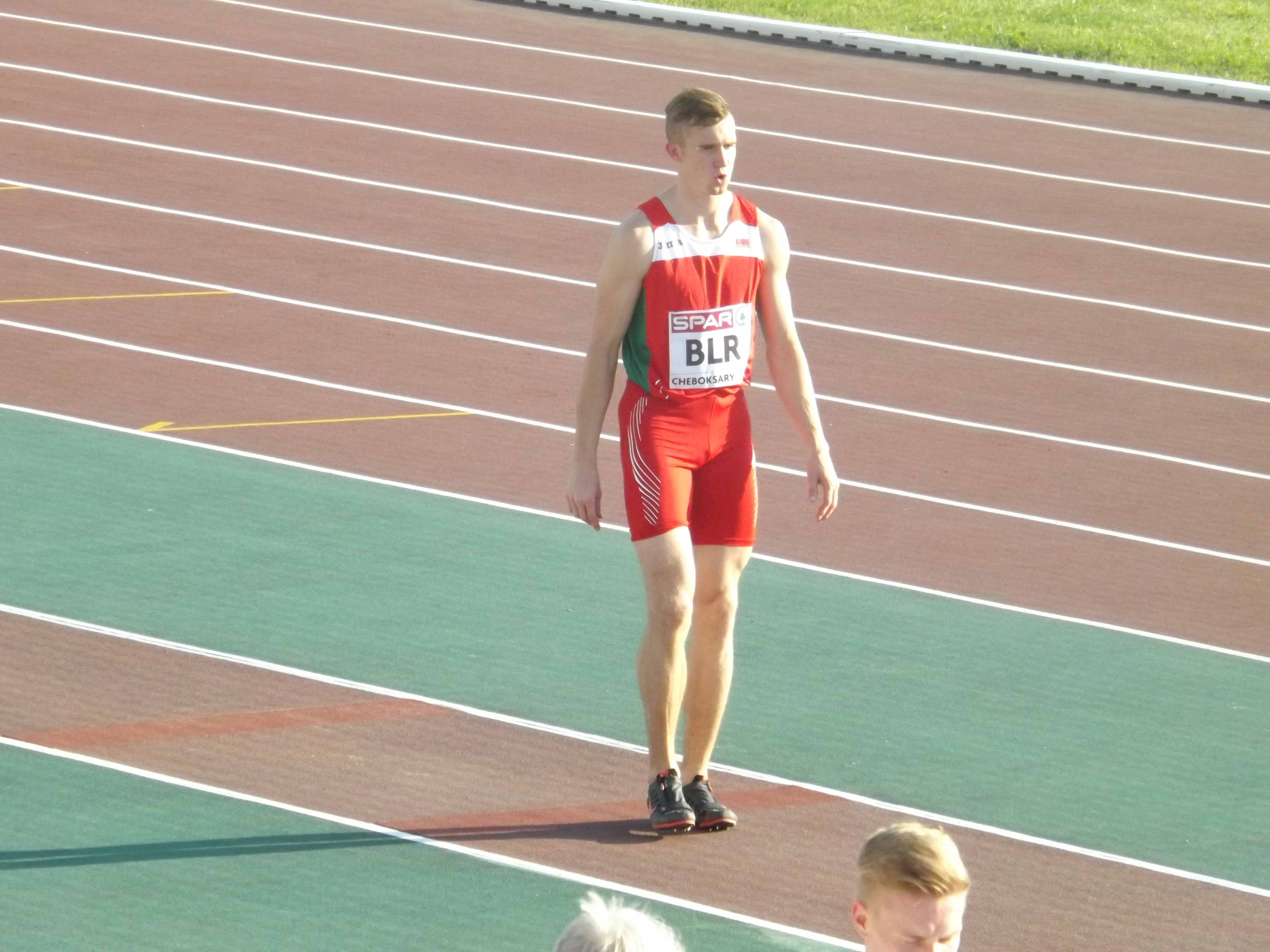
Arzjom Bandarenka – 15,43 m
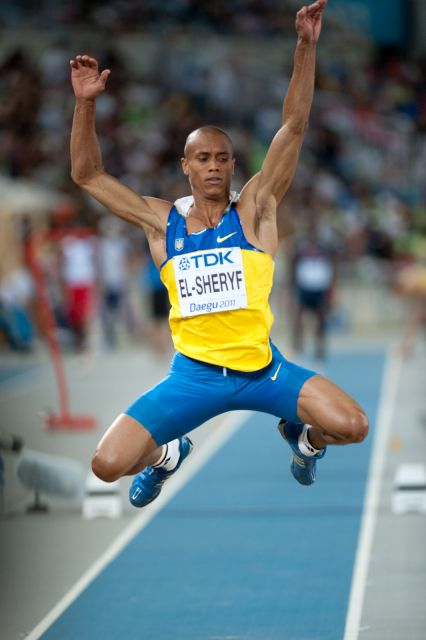
Şeref Osmanoğlu – kein gültiger Sprung

## Finale
16. August 2016, 9:50 Uhr
| Platz | Name              | Nation              | 1. Versuch Wind (m/s) | 2. Versuch Wind (m/s) | 3. Versuch Wind (m/s) | 4. Versuch Wind (m/s)                    | 5. Versuch Wind (m/s)                    | 6. Versuch Wind (m/s)                    | Resultat | Anmerkung |
| 1     | Christian Taylor  | USA                 | 17,86 / +0,7          | 17,77 / −0,8          | x                     | 17,77 / +0,5                             | x                                        | x                                        | 17,86    |           |
| 2     | Will Claye        | USA                 | 17,76 / +0,4          | x                     | x                     | 17,61 / +0,4                             | x                                        | 17,55 / +0,4                             | 17,76    |           |
| 3     | Dong Bin          | Volksrepublik China | 17,58 / −0,2          | x                     | x                     | r                                        |                                          |                                          | 17,58    |           |
| 4     | Cao Shuo          | Volksrepublik China | 16,78 / +0,2          | x                     | 16,89 / +0,3          | x                                        | 17,13 / −0,2                             | 15,27 / +0,1                             | 17,13    |           |
| 5     | Jhon Murillo      | Kolumbien           | x                     | 17,09 / ±0,0          | 16,43 / +0,1          | 16,79 / +0,2                             | 16,66 / −0,2                             | x                                        | 17,09    | NR        |
| 6     | Nelson Évora      | Portugal            | 16,90 / −0,3          | 16,93 / +0,2          | 17,03 / +0,1          | x                                        | x                                        | x                                        | 17,03    |           |
| 7     | Troy Doris        | Guyana              | 16,88 / +0,1          | x                     | 16,63 / +0,9          | x                                        | 16,90 / −0,2                             | x                                        | 16,90    |           |
| 8     | Lázaro Martínez   | Kuba                | 16,68 / −0,5          | x                     | x                     | 15,89 / ±0,0                             | –                                        | 15,23 / +0,7                             | 16,68    |           |
|       |                   |                     |                       |                       |                       |                                          |                                          |                                          |          |           |
| 9     | Alberto Álvarez   | Mexiko              | 16,26 / +0,6          | 16,56 / +0,3          | 16,47 / ±0,0          | nicht im Finale der besten acht Springer | nicht im Finale der besten acht Springer | nicht im Finale der besten acht Springer | 16,56    |           |
| 10    | Benjamin Compaoré | Frankreich          | 15,53 / −0,5          | 16,54 / +0,6          | 16,47 / −0,1          | nicht im Finale der besten acht Springer | nicht im Finale der besten acht Springer | nicht im Finale der besten acht Springer | 16,54    |           |
| 11    | Xu Xiaolong       | Volksrepublik China | 16,41 / ±0,0          | x                     | 16,29 / −0,2          | nicht im Finale der besten acht Springer | nicht im Finale der besten acht Springer | nicht im Finale der besten acht Springer | 16,41    |           |
| 12    | Karol Hoffmann    | Polen               | 16,31 / +0,7          | x                     | x                     | nicht im Finale der besten acht Springer | nicht im Finale der besten acht Springer | nicht im Finale der besten acht Springer | 16,31    |           |

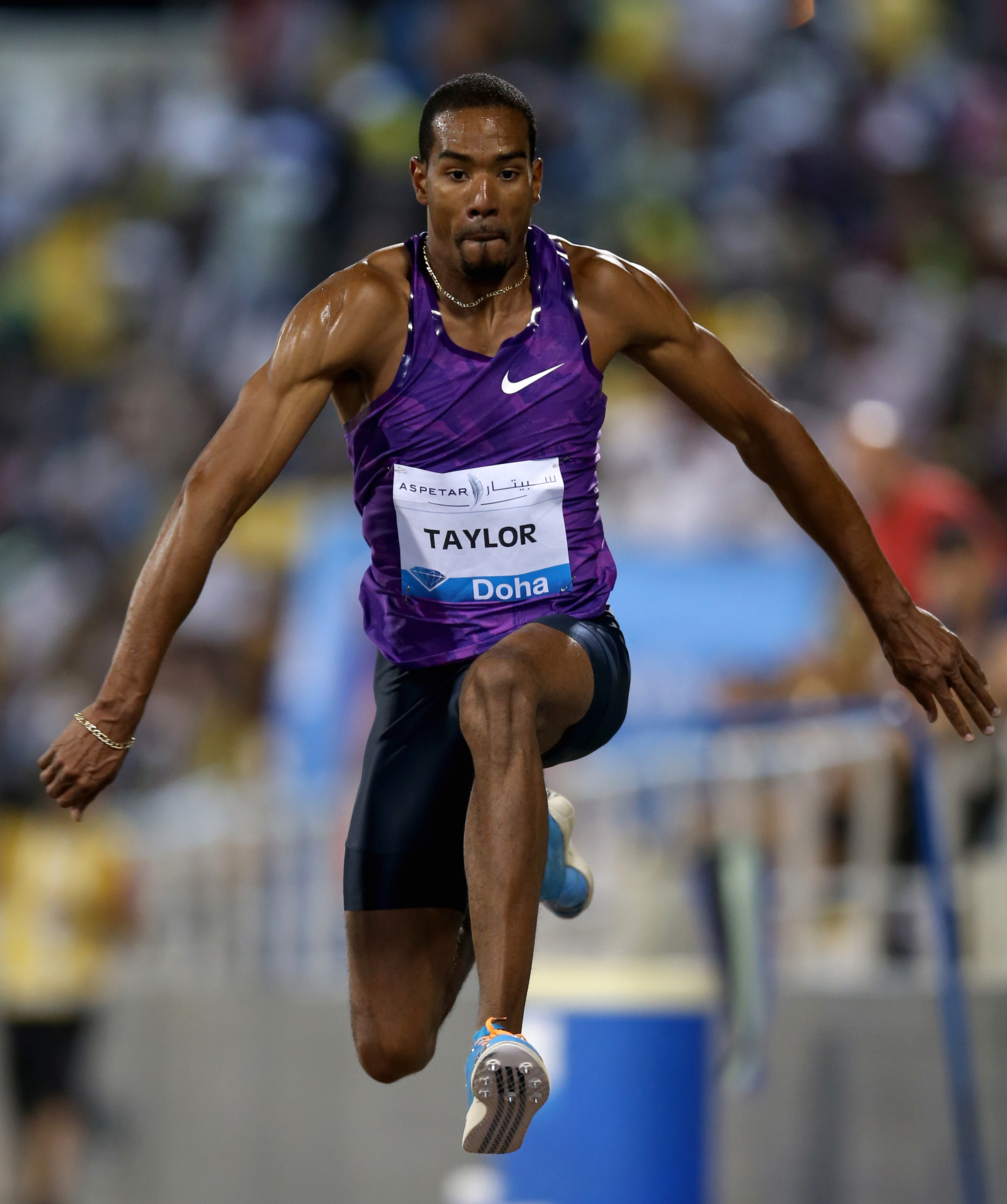
Der zweite Olympiasieg in Folge für Christian Taylor

Für das Finale hatten sich zwölf Athleten qualifiziert, davon fünf über die Qualifikationsweite. die anderen über ihre Platzierungen. Um die Medaillen kämpften drei Chinesen, zwei US-Amerikaner und jeweils ein Athlet aus Frankreich, Guyana, Kolumbien, Kuba, Mexiko, Polen und Portugal.
Der Olympiasieger von 2012 und amtierende Weltmeister Christian Taylor aus den USA war der eindeutige Favorit für diesen Wettkampf. Auch der US-amerikanische Silbermedaillengewinner von London Will Claye war im Finale dabei und zählte zum Kreis der Medaillenkandidaten. Ebenfalls mit guten Aussichten startete der portugiesische WM-Dritte Nelson Évora. Der zweimalige Vizeweltmeister Pedro Pablo Pichardo aus Kuba konnte verletzungsbedingt nicht antreten und der Deutsche Max Heß, gerade Europameister geworden, schied nach einer Verletzung bereits in der Qualifikation aus.
Gleich im ersten Versuch war die Medaillenvergabe entschieden. Taylor sprang 17,86 m, Claye 17,76 m. Auf Platz drei lag mit 17,58 m der Chinese Dong Bin. An dieser Reihenfolge und den erzielten Bestweiten der ersten Drei änderte sich bis zum Schluss nichts mehr. Taylor hatte in der Folge noch zwei weitere gültige Versuche, die beide ebenfalls für den Sieg gereicht hätten. Dong produzierte zwei Fehlversuche und verzichtete dann auf seine restlichen drei Sprünge. Sein Landsmann Cao Shuo konnte sich im fünften Versuch auf Platz vier verbessern und lag damit vor dem kolumbianischen Südamerika-Meister Jhon Murillo. Nelson Évora aus Portugal, Sieger von 2008, erreichte Platz sechs.

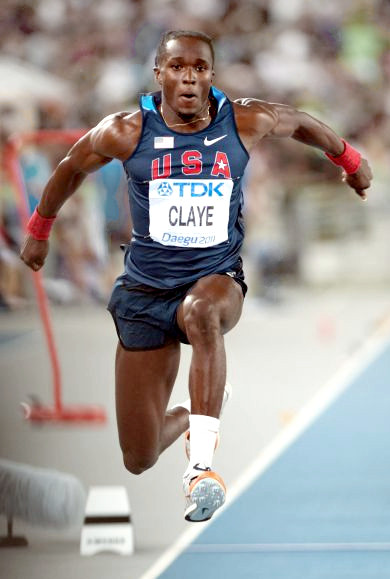
Will Claye gewann die Silbermedaille
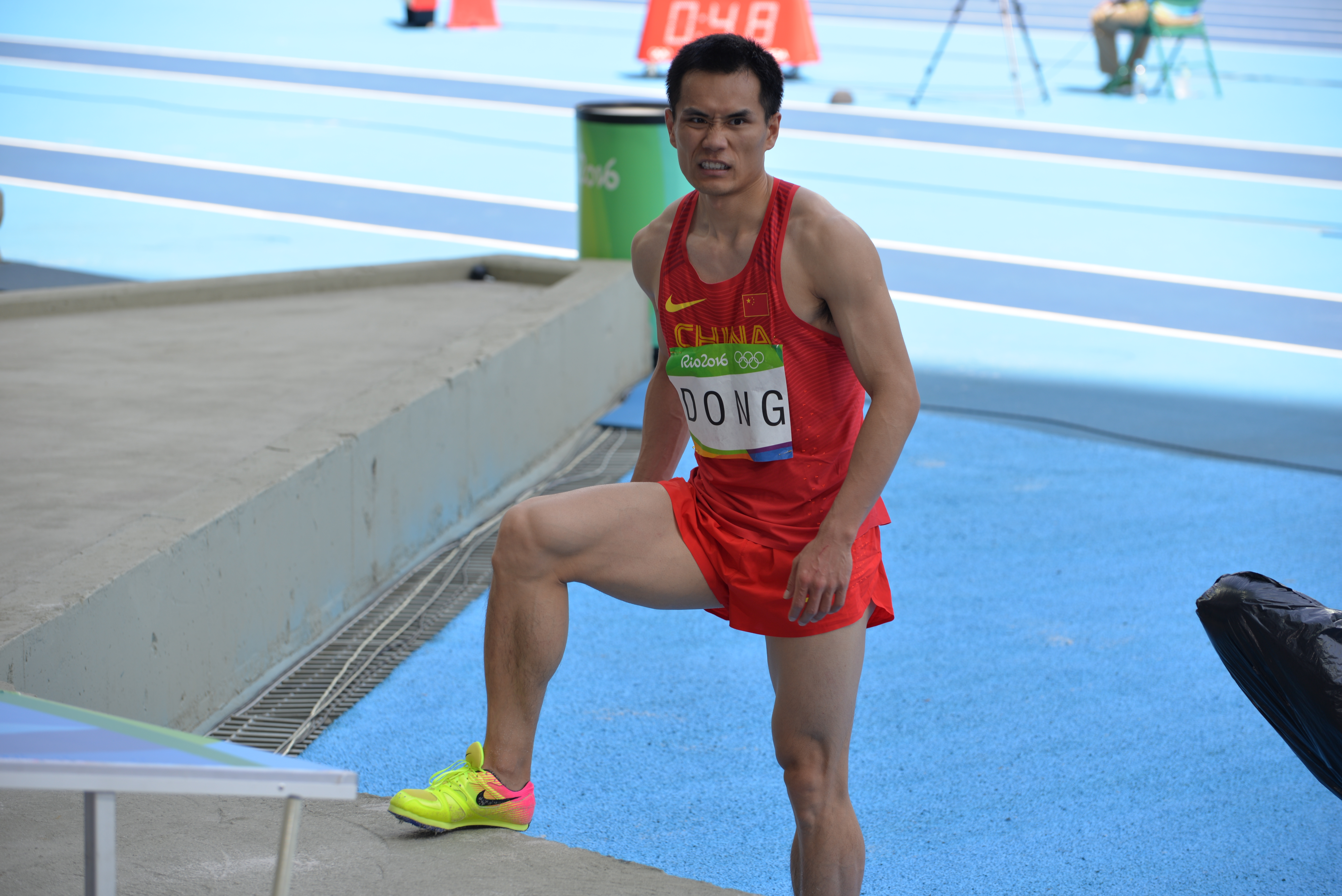
Bronzemedaillengewinner Dong Bin
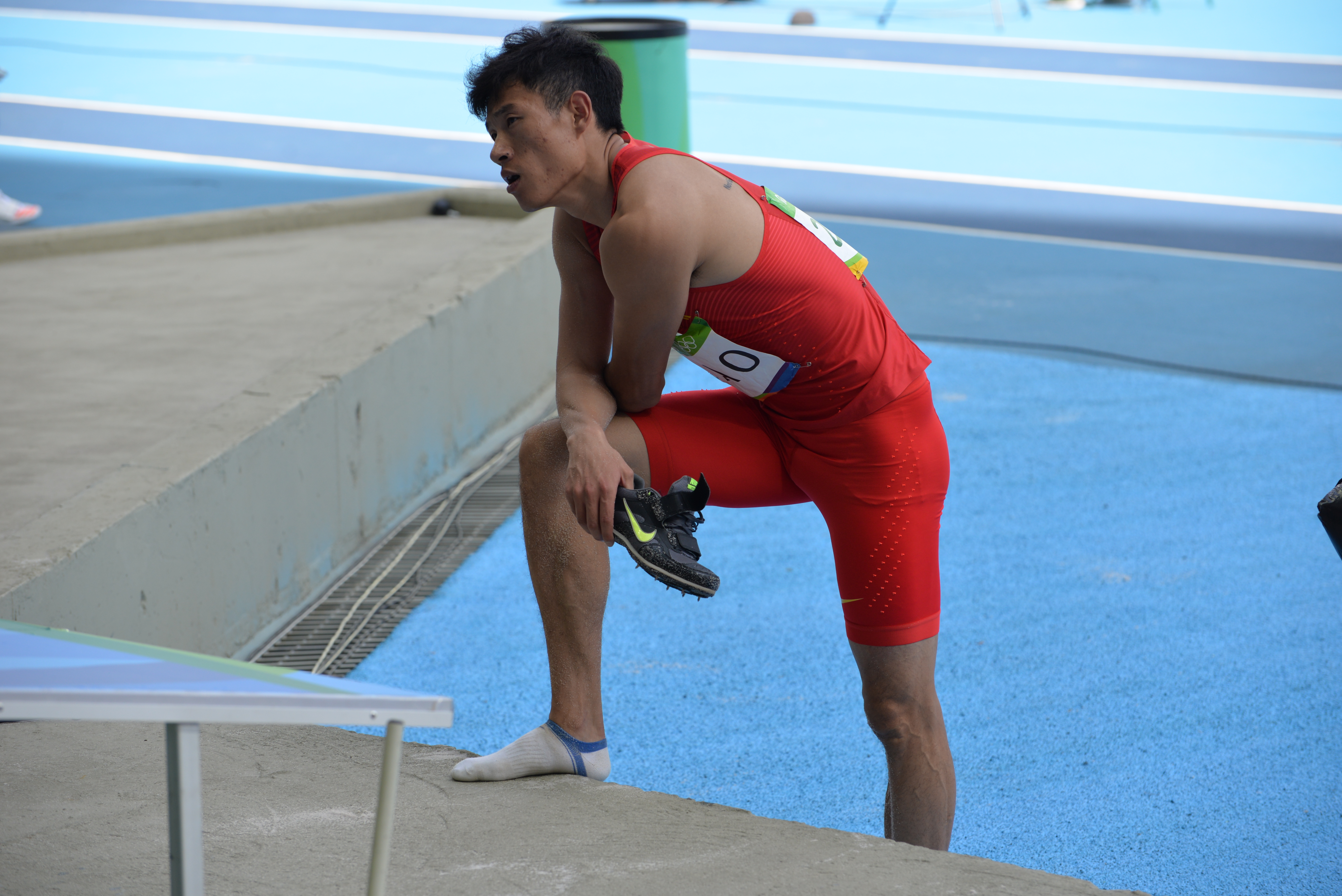
Cao Shou belegte Rang vier
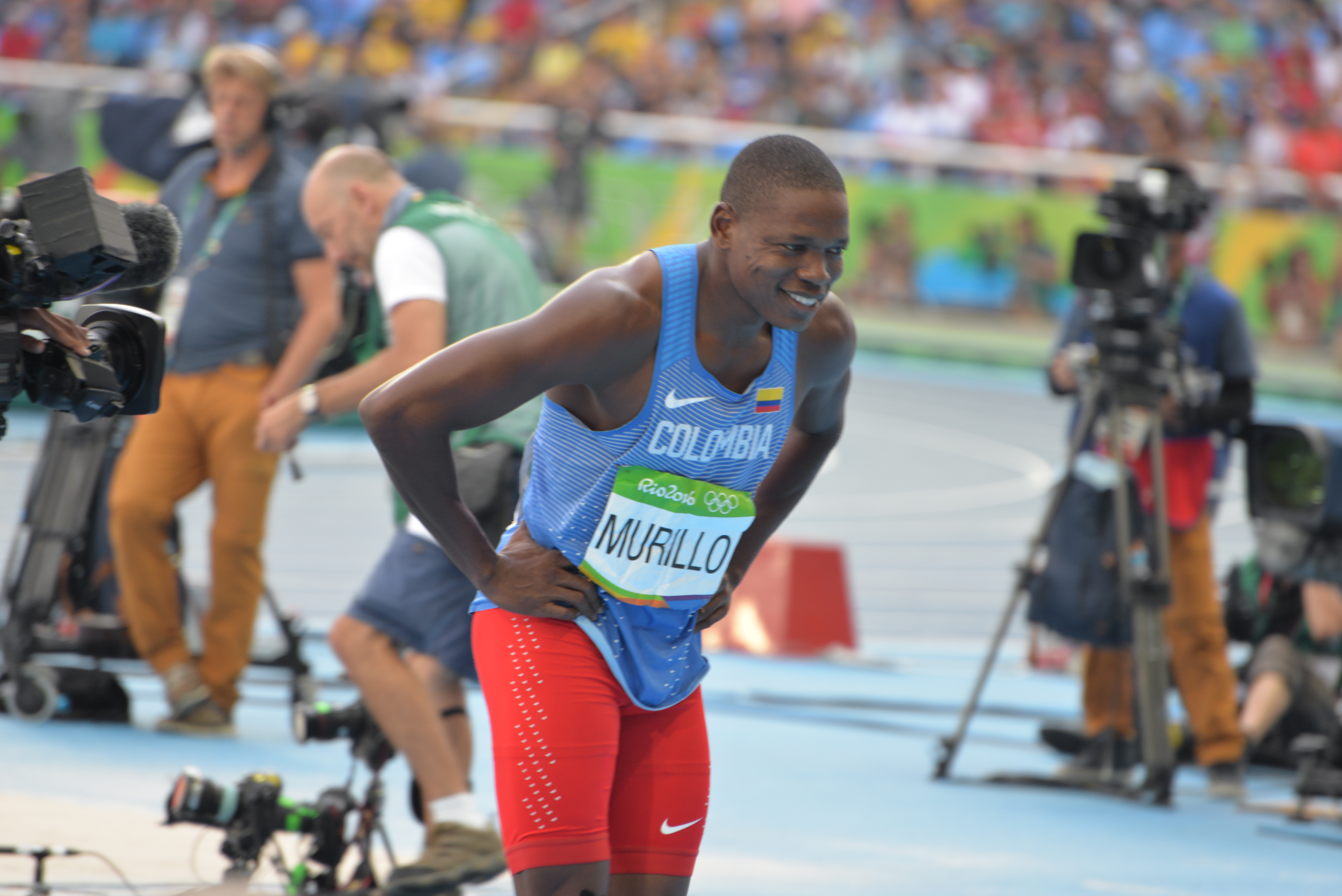
Jhon Murillo kam auf den fünften Platz

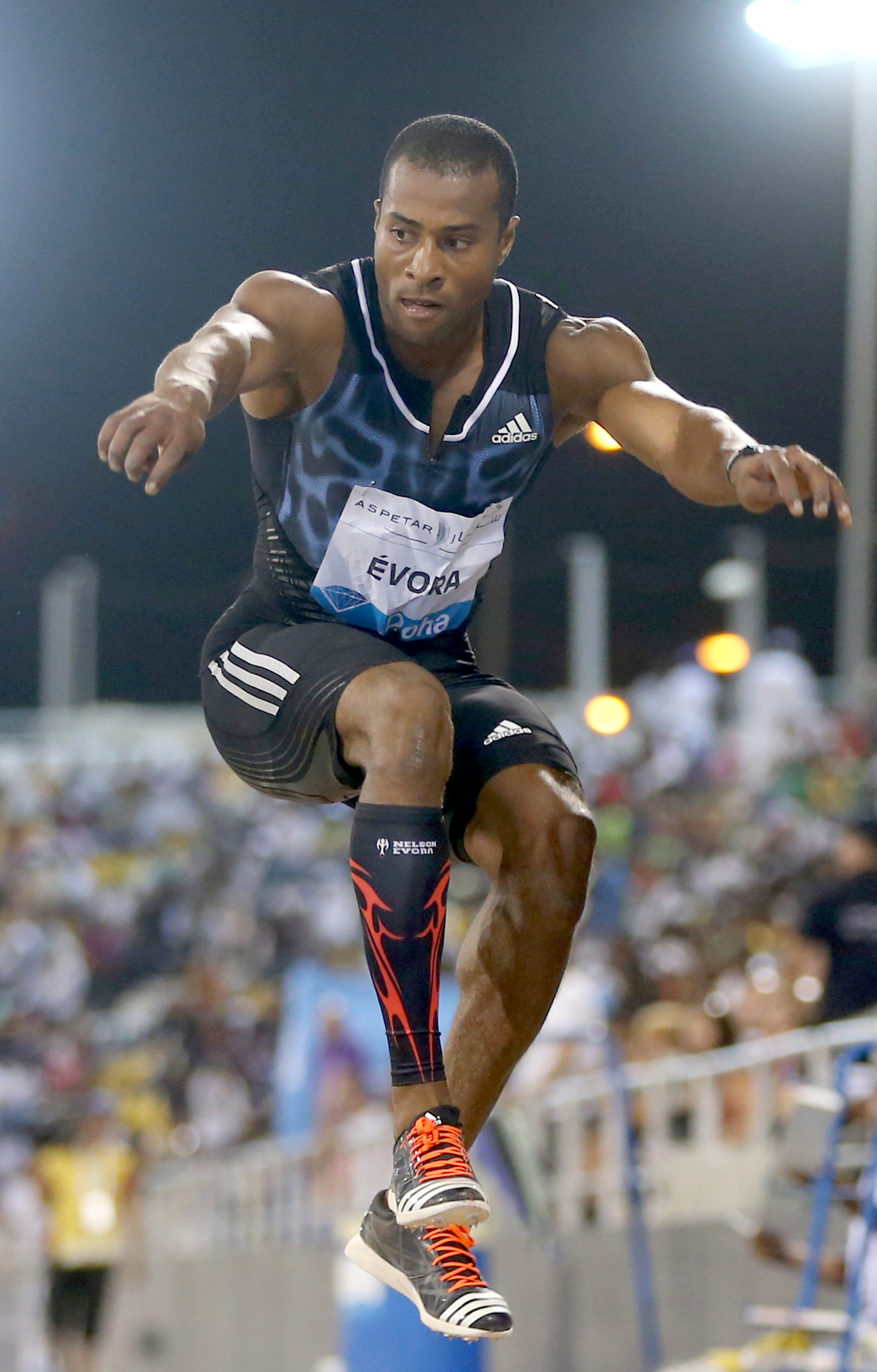
Lázaro Évora wurde Olympiasechster
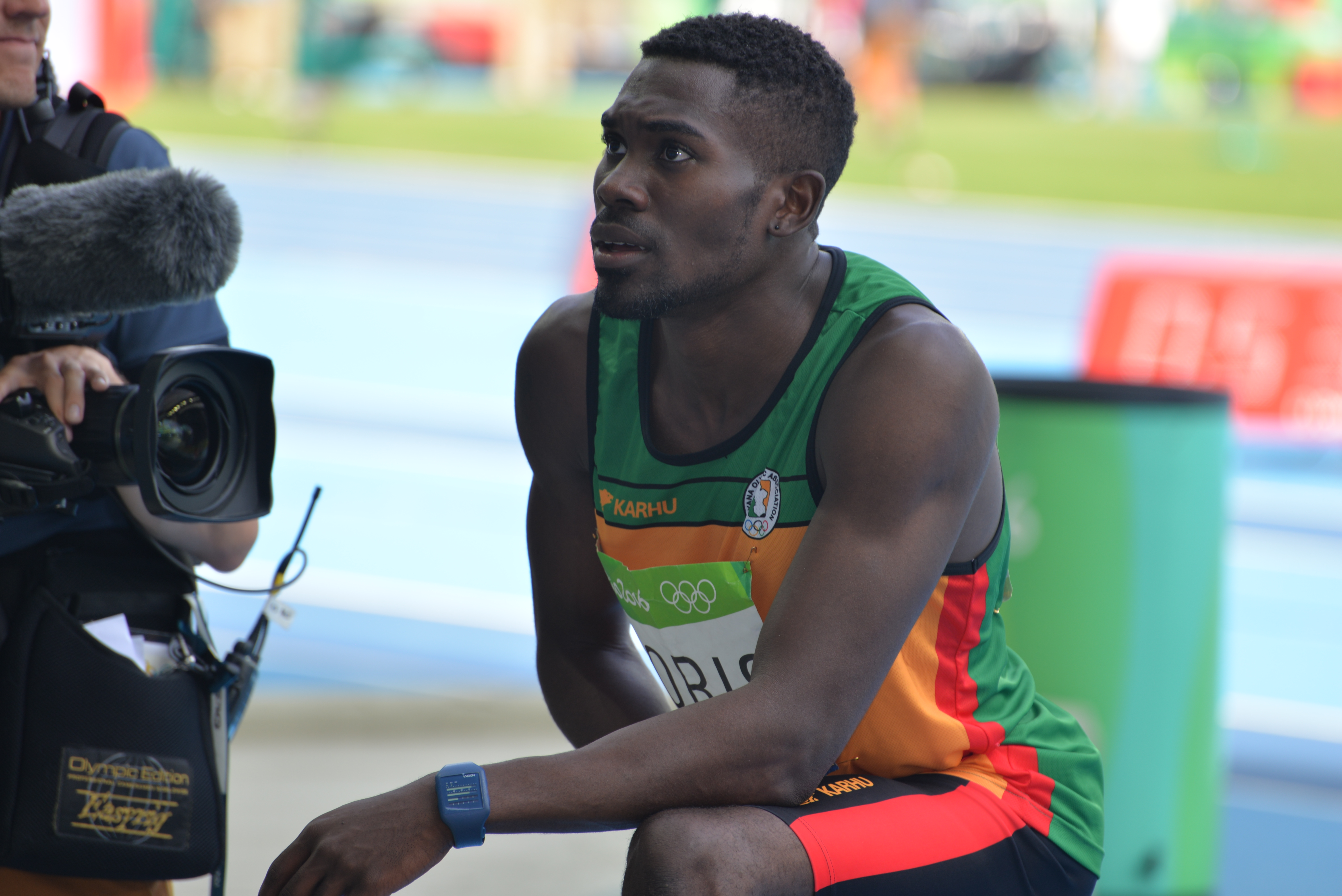
Der siebtplatzierte Troy Doris
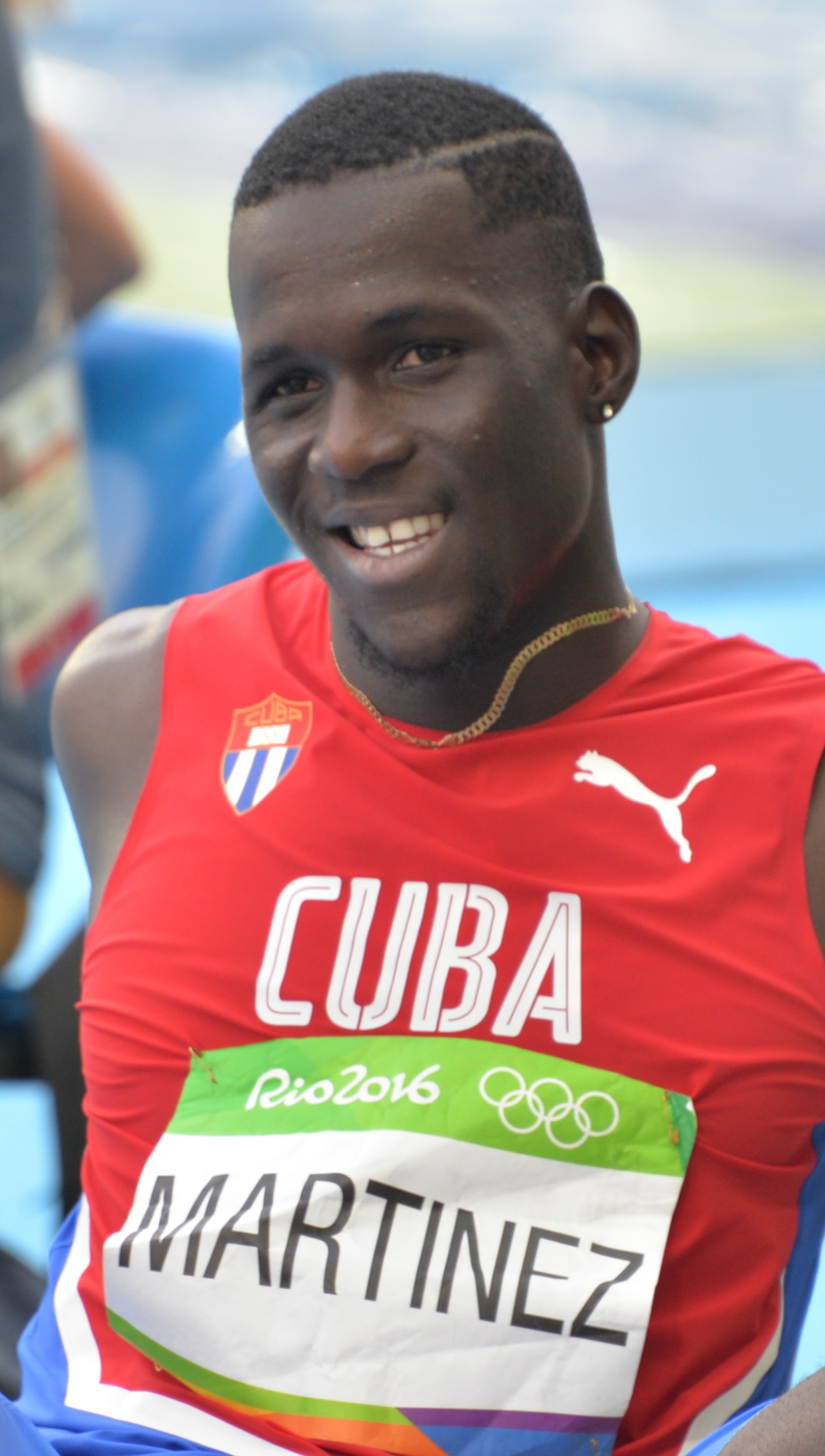
Benjamin Martínez erreichte Platz acht

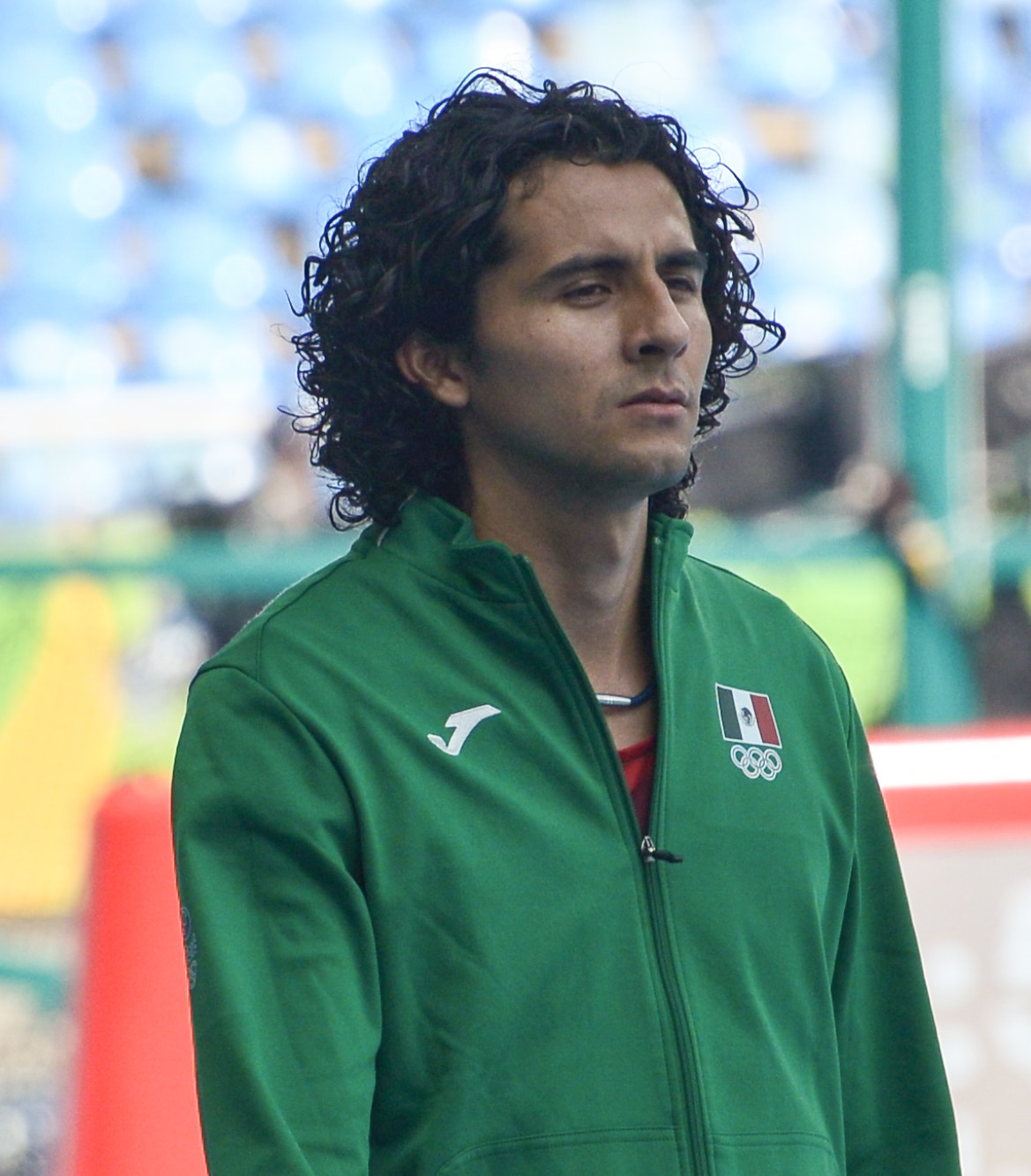
Der Olympianeunte Alberto Álvarez
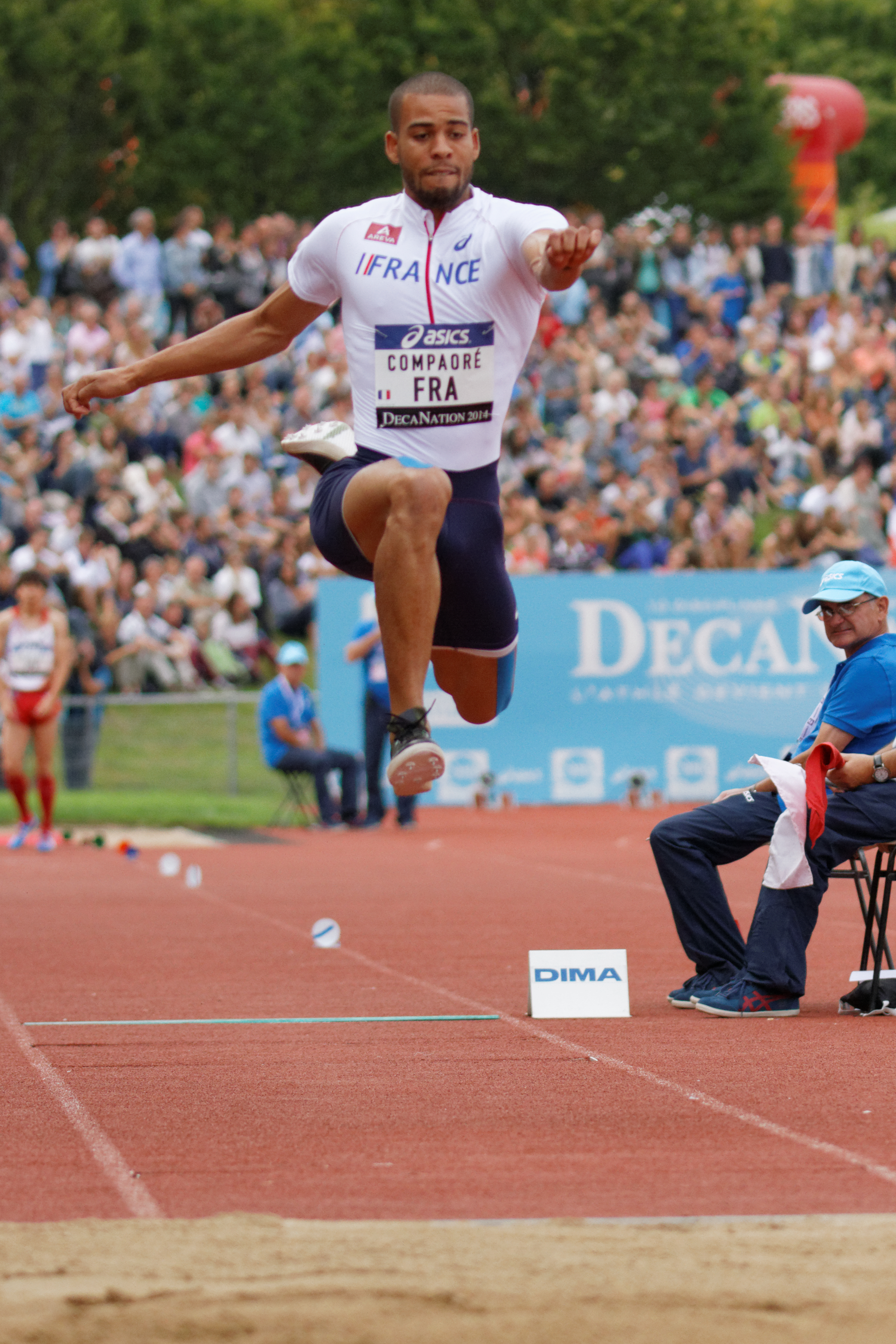
Rang zehn für Benjamin Compaoré
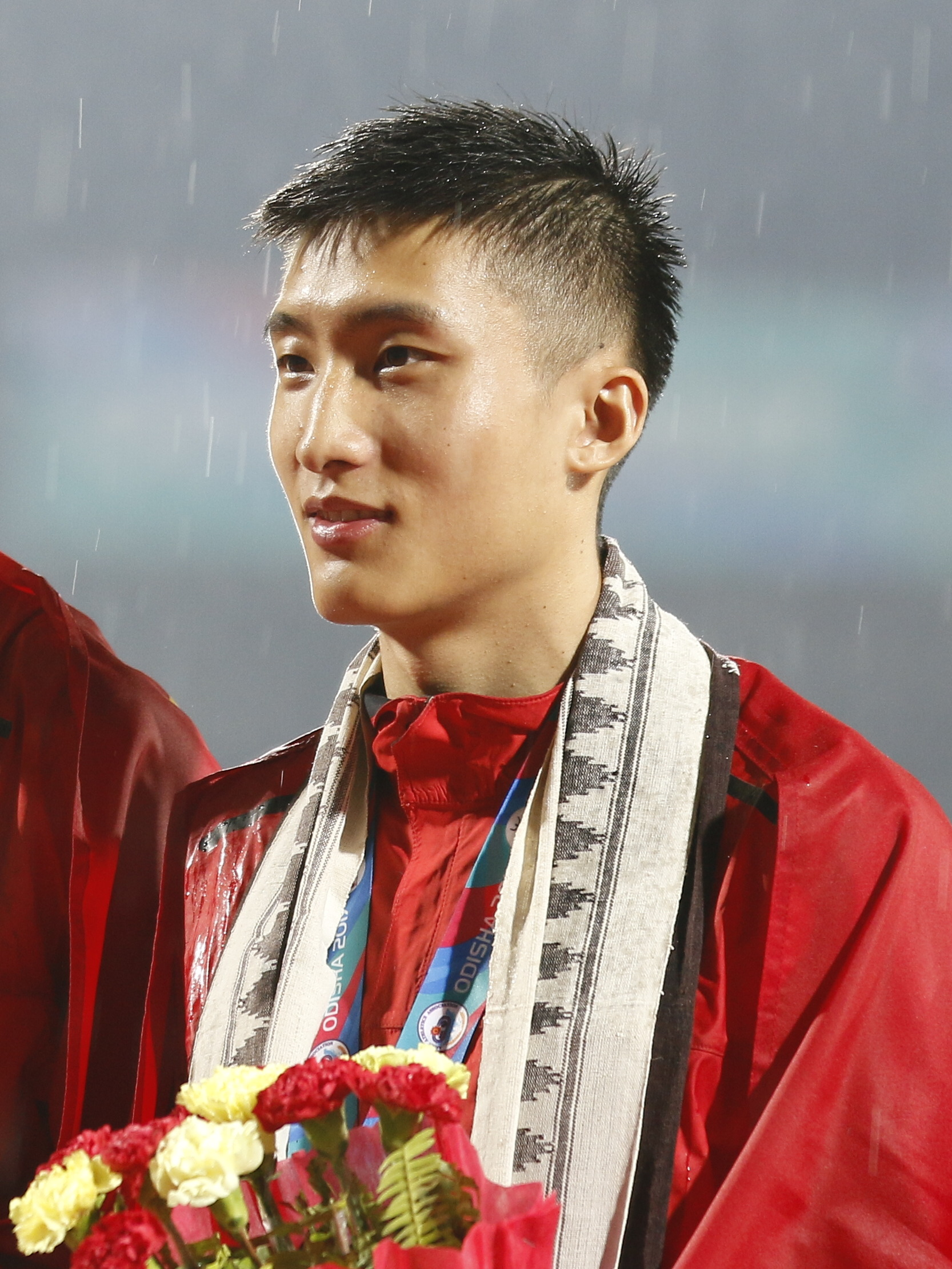
Xu Xiaolong – Platz elf
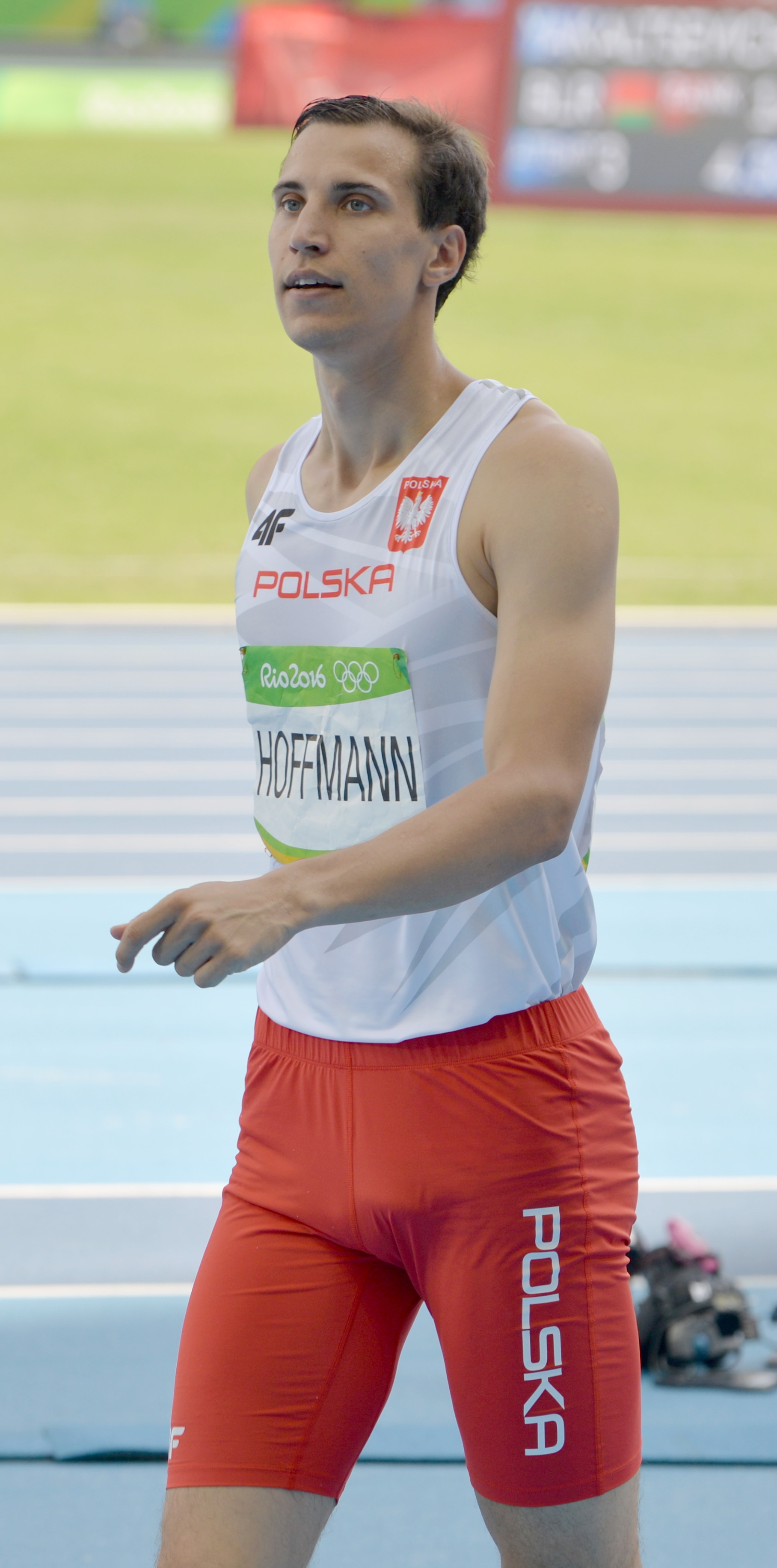
Karol Hoffmann – Platz zwölf

## Video
- Rio Replay: Men's Triple Jump Final, youtube.com, abgerufen am 3. Mai 2022